# Divination en Mésopotamie
La divination en Mésopotamie est en une forme de communication avec les dieux, permettant de mieux comprendre les mystères du monde. Elle consiste bien souvent dans la lecture de présages à partir desquels il faut déduire un message annonçant un futur favorable ou non, mais peut aussi permettre de mieux comprendre une situation présente contre laquelle on entend agir. Ces présages peuvent se présenter partout et à tout moment, dans des événements naturels, le mouvement des astres, les entrailles d'animaux, et jusque dans les actes les plus anodins du quotidien, la divination mésopotamienne ne s'étant pas focalisée sur les phénomènes les plus spectaculaires. Secondairement, il y avait également la croyance en des présages délivrés directement par les dieux, par des apparitions en rêve ou par l'intermédiaire de prophètes.
La divination était donc un reflet des croyances mésopotamiennes suivant lesquelles les dieux présidaient aux destinées humaines et avaient un savoir total qui leur permettait d'informer les hommes sur le futur et de leur permettre de prendre des mesures (en général rituelles) afin de le modifier s'il leur était défavorable. Pour cela il fallait des spécialistes en mesure d'identifier ou de solliciter puis de décoder ces messages envoyés par les dieux, assimilés à une forme d'écriture divine à déchiffrer. Cette activité était devenue très importante dans le milieu des cours royales, puisqu'elle jouait un rôle essentiel dans la prise de décision politique. Les devins ont donc joué un grand rôle dans les royaumes mésopotamiens : en raison de son importance, la divination était confiée à des personnes qui étaient parmi les plus savantes de la société, après une formation poussée, et avait suscité la rédaction de nombreux traités dont des exemplaires ont été mis au jour lors des fouilles de plusieurs bibliothèques, en particulier à Ninive en Assyrie, ainsi que de commentaires à ces traités, et de nombreux comptes rendus de procédures divinatoires qui font que cette discipline est l'une des mieux documentées de l'ancienne Mésopotamie, en particulier ses branches majeures, l'hépatoscopie (divination par l'analyse du foie d'un animal) et l'astrologie (divination par l'observation des mouvements des astres).
Les textes documentent donc une activité suivant des principes complexes, qui a donné lieu à de nombreuses réflexions, des débats chez les savants antiques, et surtout à une activité incessante d'observation qui a contribué au développement d'une forme de réflexion empirique, que certains historiens qualifient même de scientifique ou pré-scientifique. Quoi qu'il en soit, elle est un objet d'étude essentiel pour la connaissance du milieu intellectuel mésopotamien.

## Sources
Les sources sur la divination mésopotamienne sont relativement abondantes, mais très inégalement réparties dans l'espace et dans le temps. Une des particularités de la divination parmi les disciplines savantes mésopotamiennes est qu'elle est essentiellement rédigée en akkadien, et très peu en sumérien, pourtant une langue répandue dans les milieux intellectuels, même après sa disparition en tant que langue parlée vers la fin du IIIe millénaire av. J.-C.. On trouve d'une manière générale peu de mentions de la divination pour le IIIe millénaire av. J.-C., alors qu'elle est très bien documentée pour la première moitié du millénaire suivant (période dite « paléo-babylonienne »). Une grande partie de la documentation de cette période provient duroyaume de Mari, à la charnière entre la Mésopotamie et la Syrie, et date de la première moitié du XVIIIe siècle av. J.-C. La majorité des sources date du Ier millénaire av. J.-C. : surtout le royaume d'Assyrie au VIIe siècle av. J.-C. (période dite « néo-assyrienne »), et dans une moindre mesure le sud de la Babylonie durant la période tardive (vers le IIIe siècle av. J.-C., correspondant à l'époque hellénistique), grâce aux archives d'Uruk. Cette documentation peut être complétée par des textes rituels divinatoires mis au jour dans des régions voisines de la Mésopotamie, et qui laisse deviner une influence des pratiques de cette dernière, en particulier en Syrie dans la seconde moitié du IIe millénaire av. J.-C., à Ugarit et Emar.

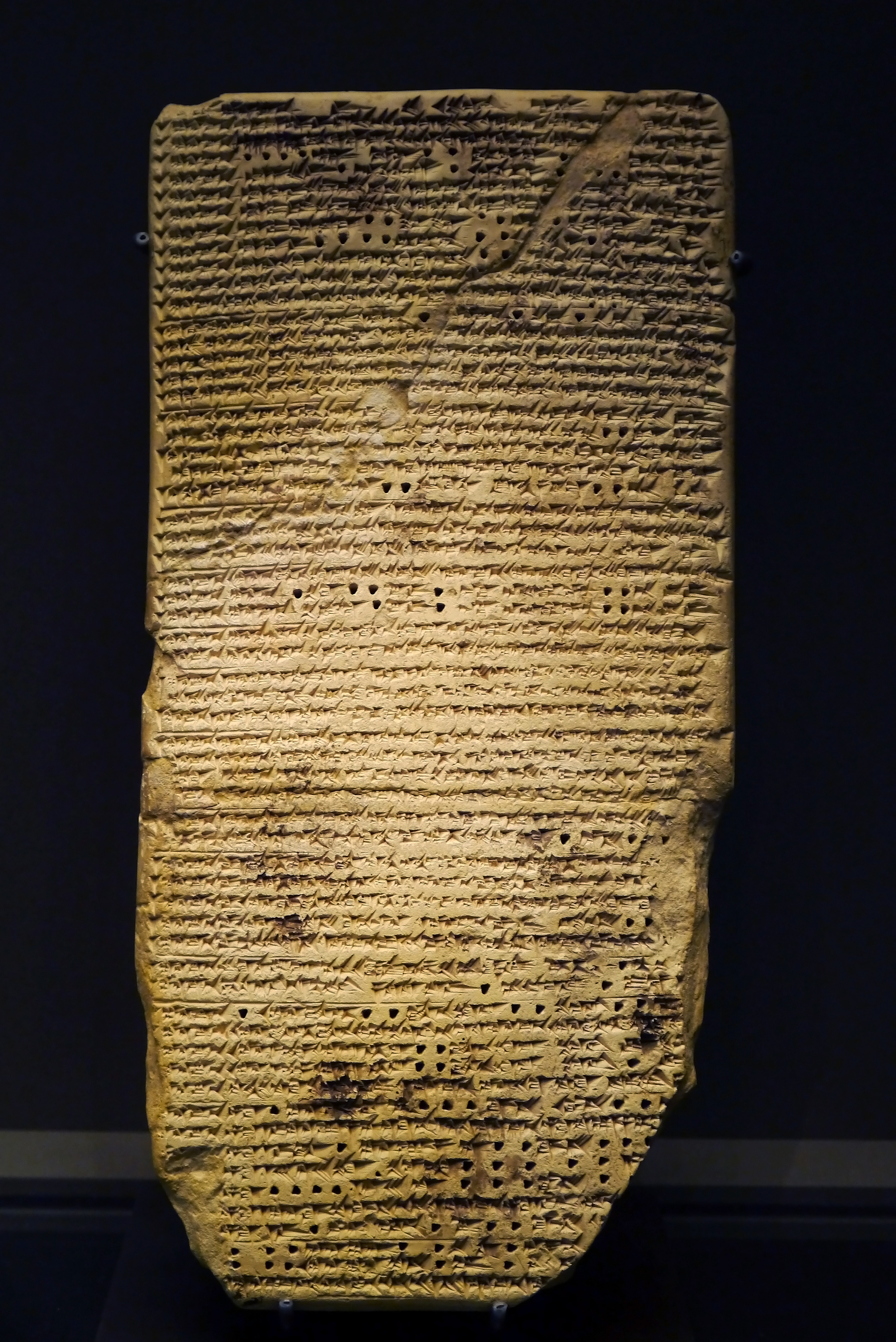
Tablette du traité d'astrologie Enūma Anu Enlil, : présages tirés de l'observation des astres errants (bibbu). Uruk, Musée du Louvre.

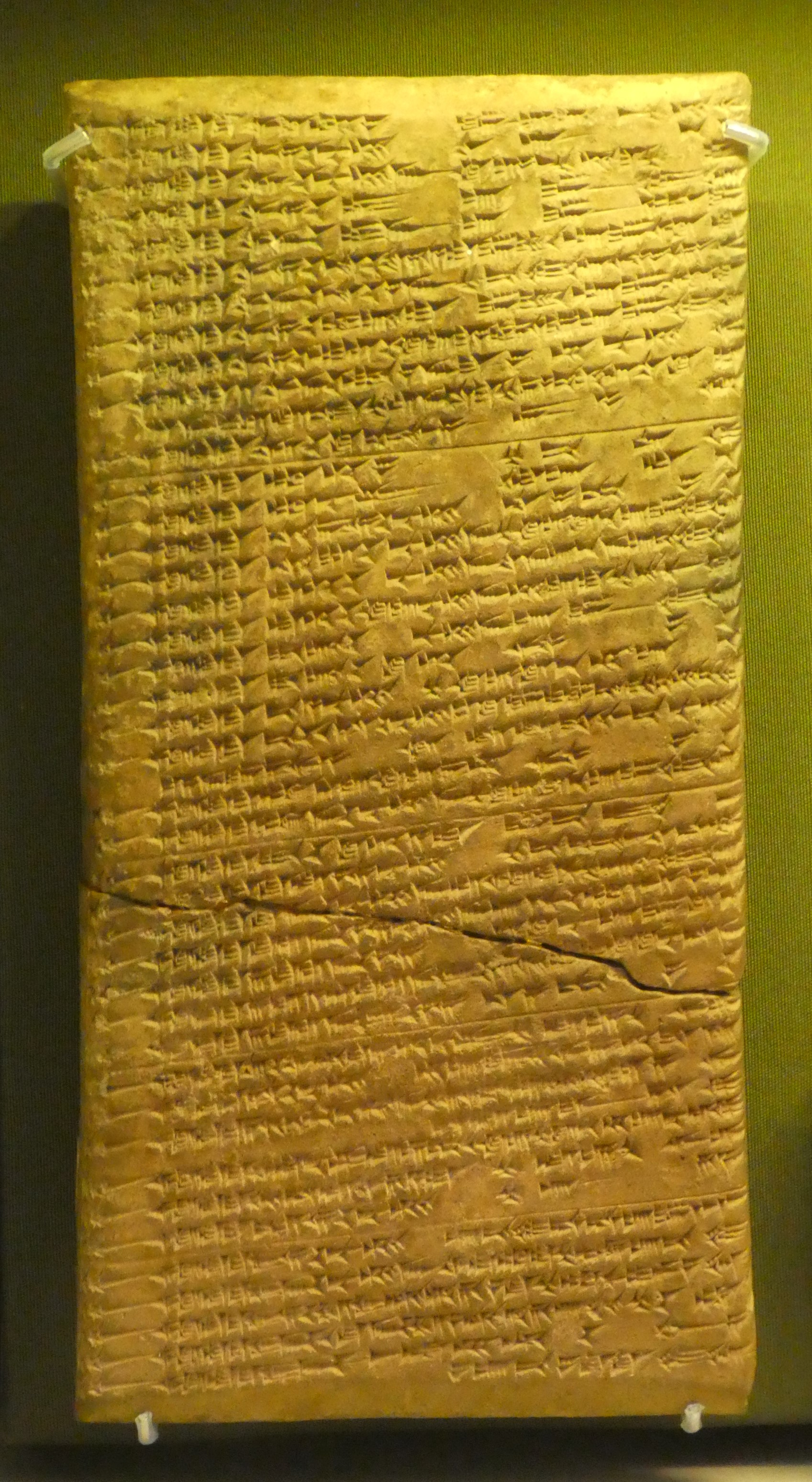
Tablette du traité de tératomancie Šumma izbu. Ninive, British Museum.

Les sources les plus abondantes sur la divination mésopotamienne sont des traités techniques ou séries divinatoires. Les plus anciens textes de ce type datent de la fin de la période paléo-babylonienne, mais la grande phase de mise en forme de versions « canoniques » des traités est à situer à la fin du IIe millénaire av. J.-C. Ces œuvres sont connues avant tout par leurs versions d'époque néo-assyrienne retrouvées pour la plupart dans la « Bibliothèque d'Assurbanipal » à Ninive : il a été estimé qu'environ le quart des quelque 30 000 tablettes et fragments qui y a été mis au jour sont des ouvrages de divination. D'autres ont été mis au jour sur d'autres sites assyriens (Nimroud, Sultantepe) ou babyloniens (Uruk). Les traités techniques, présents dans les bibliothèques des palais, temples ou des résidences privées, étaient disponibles pour les savants mésopotamiens, en particulier les devins qui souhaitaient perfectionner leur art. Plusieurs de ces textes avaient par ailleurs fait l'objet de commentaires à l'époque tardive, retrouvés surtout à Uruk, qui cherchaient à expliquer le sens des présages. Ces traités sont consacrés aux principales branches de la divination mésopotamienne, et nommés d'après leur incipit, comme cela est courant dans la tradition mésopotamienne : la série Enūma Anu Enlil est ainsi dédiée à l'astrologie, Šumma izbu (« Si une anomalie ») à la tératomancie, Iqqur īpuš (« il a détruit, il a construit (une maison) ») à l'hémérologie, etc. On sait qu'il s'agissait en général d'ouvrages d'une grande taille, comprenant des dizaines de tablettes et répertoriant des milliers de cas divinatoires, mais une partie de leur contenu est manquant, ne permettant donc de les connaître que de façon imparfaite. Comme les autres textes techniques mésopotamiens, ils se présentent comme une liste de cas formulés suivant une opposition entre opposant une protase et une apodose : « si cela est observé, alors cela se produira ». Pour prendre des exemples : « Si un homme, avec le visage congestionné, a son œil droit proéminent : loin de chez lui, des chiens le dévoreront » (physiognomonie) ; « Si le Vent-du-Nord balaie la face du ciel jusqu'à l'apparition de la nouvelle lune : la moisson sera abondante » (astrologie). Ces cas sont multipliés à foison, et arrangés thématiquement à l'intérieur de chaque traité, permettant ainsi de présenter ensemble des présages similaires et d'étudier leurs variations, ce qui reflète un effort de systématisation : Bārûtu, le traité d'hépatoscopie, la divination par le foie d'un animal, est ainsi divisé en sous-sections s'intéressant en particulier à chacune des parties du foie, déroulant les divers aspects qu'elles sont susceptibles de prendre.
Les textes techniques ne représentent qu'un versant « théorique » de la documentation sur la divination mésopotamienne. D'autres sources permettent de constater comment la divination était pratiquée concrètement, et donc de nuancer l'image donnée par les ouvrages de bibliothèque. Les lettres des correspondances royales de Mari et de Ninive, contiennent de nombreux rapports sur des activités de devins (surtout l'hépatoscopie, et également l'astrologie en Assyrie), ainsi que des mentions de présages (en particulier oniriques) ou de prophéties, et constituent donc une source essentielle pour la connaissance de l'importance de la divination dans la prise de décision politique. D'autres textes d'époque néo-assyrienne sont des sortes de comptes rendus de devins ayant procédé à des rituels d'hépatoscopie et extispicine, rapportant des prières, les questions posées et les résultats, et d'autres, appelés tāmītu, des compilations de résultats de rituels similaires. L'activité astrologique a également fait l'objet d'un texte datable de la fin du IIe millénaire av. J.-C. connu par des exemplaires exhumés à Ninive, décrivant la pratique de cette discipline de façon vivante, surnommé le Manuel du devin.
Par ailleurs, plusieurs inscriptions royales d'époques diverses mentionnent des présages, avant tout oniriques, le roi recevant un message divin lui annonçant sa victoire future, ou lui ordonnant de construire un temple. Le même type de présages se retrouve dans des textes littéraires, comme l’Épopée de Gilgamesh (présages annonçant la venue d'Enkidu, puis sa mort). Ici, le message divin pointe en direction d'un futur inéluctable, sans laisser la possibilité d'une alternative. Le recours à la mantique est plus un ressort narratif et un rappel de la toute-puissance divine, et ne reflète pas la pratique divinatoire telle qu'elle est connue par les autres sources, qui s'intéresse à des messages contre lesquels on entend avoir une possibilité d'action, donc un futur qui ne se produira pas forcément.

## Une discipline savante majeure de la Mésopotamie antique
La documentation sur la divination mésopotamienne permet donc de bien connaître certaines activités divinatoires dans une région précise et essentiellement dans le milieu des élites politiques et lettrées, pour des périodes limitées, mais pas de bien reconstituer l'évolution historique de cette discipline et les variantes régionales qui n'ont pas manqué d'exister, à part dans le cas mieux documenté de l'astrologie. Pour ce que l'on sait, la divination apparaît dans les textes du IIIe millénaire av. J.-C., à Sumer et surtout dans les pays sémitiques (Akkad, Syrie, Ebla). Sa faible présence dans les textes sumériens pourrait indiquer que l'essor de cette discipline est tardif, plutôt lié aux populations sémitiques, et aurait d'abord un aspect surtout populaire, ne s'imposant que progressivement dans les cercles du pouvoir. La divination devient une discipline savante majeure, surtout par le biais de l'hépatoscopie, au moins à partir de la fin du IIIe millénaire av. J.-C. (troisième dynastie d'Ur), et surtout au début du IIe millénaire av. J.-C. (période paléo-babylonienne). Elle est de plus en plus documentée pour ces époques, notamment par des textes techniques des centres intellectuels du Sud mésopotamien et également dans les régions occidentales, surtout à Mari, site situé à la confluence des cultures de la Mésopotamie et de la Syrie antiques, entre lesquelles les idées ont beaucoup circulé. Ce développement est peut-être lié au contexte politique et militaire de la période, qui explique l'essor du recours à la divination par les entrailles d'animaux dans les cours royales à des fins de prise de décision. La divination continue son développement au Ier millénaire av. J.-C., période pour laquelle les bibliothèques des savants mésopotamiens ont livré des centaines de tablettes de traités divinatoires, montrant le développement complexe alors atteint par cette discipline, et le rôle de premier plan qu'elle jouait dans la vie intellectuelle et dans le processus de décision politique (comme l'atteste la quantité de documents divinatoires mis au jour à Ninive). L'art divinatoire du milieu de la cour et des temples est alors une discipline complexe, les principes à l'origine des présages étant souvent opaques. Il mêle des pratiques que l'on a pu qualifier de religieuses, magiques, savantes, voire scientifiques. La divination « populaire » n'est en revanche quasiment pas documentée, car elle se déroulait dans des milieux n'ayant pas laissé de textes.

### L'interprétation des messages divins
Suivant la conception des anciens Mésopotamiens, les dieux décidaient du destin des hommes. Ils sont, d'une manière générale, en tant qu'êtres surnaturels dotés de grands pouvoirs, dotés d'une connaissance sans limites des événements passés, présents et à venir, et enclins à partager les informations qu'ils ont avec les hommes. Comme pour les autres savoirs et techniques, la divination n'était du reste pas considérée comme une création humaine, mais comme une pratique enseignée aux hommes par les dieux. 
La divination, dans l'optique mésopotamienne, est au sens large comme une forme de communication avec le divin employée afin de clarifier un point spécifique, pouvant porter aussi bien sur l'avenir que sur le présent ou le passé :
- enquêter sur ce qui est susceptible de se passer dans le futur, ou plus largement d'interroger les dieux pour savoir si une initiative que l'on prévoit de faire aura leur faveur ou non (engagement d'une guerre, d'une alliance, nomination d'une personne à un poste, reconstruction d'un temple, mariage, départ en voyage, etc.) ;
- comprendre une situation présente ou récente, comme l'origine des malheurs accablant une personne ou le royaume, avant tout dans une optique thérapeutique (déterminer la cause d'une maladie), ou la signification d'une éclipse qui vient de se produire ;
- également (plus rarement) éclairer ou expliquer des événements passés dont l'origine n'a pas été comprise, notamment la mort dramatique d'un souverain, ou identifier un coupable dans des affaires judiciaires (car par bien des aspects l'ordalie peut-être vue comme une forme de procédure oraculaire interrogeant une divinité sur le passé[19]).

En fin de compte, selon J.-P. Vernant, lorsqu'il sollicite un devin, « le consultant n'attend pas de l'oracle qu'il lui prédise un avenir déjà inexorablement fixé mais qu'il lui indique, dans un cas précis, ce qu'il doit faire ou ne pas faire pour que les choses tournent à son avantage et que se réalisent les éventualités les plus favorables. »
La nature de la documentation, essentiellement produite pour le pouvoir royal par les élites intellectuelles des royaumes, fait que les informations concernant les affaires des royaumes sont mises en avant (affaires militaires et diplomatiques, administratives et religieuses), et moins les interrogations relevant de la sphère privée, qui transparaissent néanmoins dans les traités techniques, qui proposent parfois une interprétation différente pour un présage suivant qu'on s'adresse au roi ou à un homme du commun. La possibilité de recevoir des indications sur le futur ne semble pas avoir découlé sur une approche rassurante de cette possibilité d'interpréter des messages divins : selon U. Koch c'est plutôt l'inverse qui se constate dans les rapports des devins de la cour assyrienne, qui donnent l'impression d'un effet anxiogène, créant une crainte de rater ou mal interpréter un signe divin. Cela a en tout cas garanti une place majeure à cette discipline et à ses spécialistes dans la société mésopotamienne, en particulier auprès des monarques.

### Une discipline essentiellement déductive
En général la divination mésopotamienne est de type déductif : le message est communiqué par les dieux sous une forme indirecte, que les spécialistes, les devins, doivent analyser et interpréter. Il repose sur l'observation d'un phénomène omineux (ittu, un « signe ») qui est soumis à une interprétation (pišru), correspondant respectivement à la protase et à l'apodose des traités techniques. La divination de type inspirée, dans laquelle le dieu communique directement le message (dans un rêve ou par l'intermédiaire d'un prophète) est moins répandue. On peut par ailleurs distinguer les messages divins suivant qu'ils sont envoyés directement par les dieux à leur propre initiative, charge à un devin, de repérer le message et de l'interpréter (la divination « non sollicitée » ou « spontanée » : évolution d'un astre, phénomène naturel, événement quotidien, rêve prémonitoire inattendu, entre autres), ou bien suivant que le message est suscité par un devin, qui pose une question à un dieu et en attend une réponse, généralement oui/non (la divination « sollicitée » ou « provoquée » : lecture du foie ou des entrailles d'un animal sacrifié, jet d'huile dans un récipient plein d'eau, rêve prémonitoire suscité par une incubation, etc.). 
Pour que le message soit le plus clair possible, il est courant de procéder à plusieurs interrogations successives et de combiner différentes méthodes pour confirmer ou préciser les résultats de procédures, suivant le principe de correspondance entre les différents types de signes évoqués plus haut. Par exemple un événement peut être annoncé par un phénomène astral, puis on demande une information plus claire à la divinité en lisant dans le foie d'un agneau sacrifié comme dans l'exemple suivant rapporté par une lettre de Mari :

« Dis à mon Seigneur : ainsi parle Asqudum, ton serviteur. Le 14, il y a eu un éclipse de lune et le fait même de cette éclipse est quelque chose de mauvais. J'ai pris les oracles pour le bien-être de mon Seigneur et celui du district d'amont (Terqa). Les oracles étaient sains. Il faut maintenant que mon Seigneur, là où il est, fasse prendre des oracles pour son bienfait et celui de Mari. »

— Lettre du devin Asqudum au roi Zimri-Lim de Mari.
Schématiquement, la procédure divinatoire déductive peut être découpée en trois temps : 
- l'expérience : c'est l'observation d'un phénomène précis (astral, naturel, autres) ou la manipulation d'un medium (le foie d'un animal, de l'huile que l'on jette dans l'eau) ;
- l'interprétation : il s'agit de déterminer quel oracle est indiqué par l'observation du présage (ou de plusieurs présages combinés), en s'aidant notamment d'un manuel divinatoire ;
- l'actualisation : on évalue ensuite dans quelle mesure ce présage affecte les personnes concernées, et le cas échéant les mesures (rituelles) à prendre face à ce qui est annoncé, ou bien la nécessité de recourir à un autre oracle afin de préciser le pronostic.

### Divination et autres pratiques rituelles
Le troisième temps de la procédure divinatoire indique clairement que la divination ne peut pas être isolée de l'ensemble des modalités de communication avec le monde divin, les prières, hymnes et lamentations, ainsi que les rituels de sacrifice, de magie et d'exorcisme, qui doivent être compris comme un ensemble de méthodes visant à faire face à l'inconnu, des procédés de « manipulation » du surnaturel. L'insertion de la divination dans cet ensemble de pratiques ressort par exemple d'un passage du texte sapiential Ludlul bēl nēmeqi :
J'ai appelé mon dieu, mais il n'a pas montré son visage ;

j'ai supplié ma déesse, mais elle n'a pas levé la tête !

Ni le devin, malgré ses recherches, n'a fixé mon avenir,

ni l'interprète des songes, avec son offrande de parfums, n'a éclairé mon cas.

J'ai sollicité le dieu des songes, il n'a pas ouvert mon oreille ;

et l'exorciste, avec son rituel, n'a pas apaisé la colère divine contre moi.
— Extrait de Ludlul bēl nēmeqi.
La divination sert dans ce contexte à connaître les volontés divines, les connaissances qu'ont les dieux des futurs potentiels, afin de prendre les mesures rituelles appropriées. Assez souvent, l'événement annoncé par un présage est en effet jugé non souhaitable par ceux qui sollicitent l'interprétation, et il convient de prendre les mesures pour que ce mauvais présage ne s'accomplisse pas. On procède alors couramment à des incantations ou des prières adressées aux dieux pour faire face à ce mal. En effet, selon ce qui ressort des textes mythologiques mésopotamiens, si les divinités assignent le destin des humains, parce qu'elles (ou plus exactement le dieu suprême, Enlil ou Marduk selon l'époque) détiennent et rédigent les tablettes de la destinée qui décident du futur, ce futur peut toujours être réécrit tant qu'il n'est pas accompli.
Un traité d'oniromancie prévoit ainsi directement les prières à prononcer en cas de mauvais rêve :

« Si un homme a eu un rêve de mauvais augure, pour obtenir que ses suites nocives ne l'affectent pas, avant de remettre (au matin) les pieds sur le sol, il dira : « Ce rêve que j'ai fait, il est de bon augure, il est de bon augure, il est d'excellent augure, de par Sîn et Shamash ! » De cette manière, il sera fait pour lui-même un bon présage (à la place du mauvais) et le mauvais sort promis par son rêve ne le touchera point ! »

— Extrait du Traité d'oniromancie.
Dans d'autres cas, il faudra aller jusqu'à procéder à des rituels magiques ou des exorcismes : une des plus importantes séries de procédures exorcistiques, appelée « Dissolution » (akkadien Namburbû), est ainsi destinée à combattre les mauvais présages. Les procédures oraculaires prennent une importance particulière dans le domaine de la lutte contre les maladies, que ce soit pour des procédures de type médical ou bien exorcistique (les deux étant de toute manière difficilement dissociables dans la Mésopotamie antique) : un recueil de présages appelé « Quand l’exorciste va à la maison du malade » (Enûma ana bīt marsi āšipu illaku) rapporte ainsi les présages que peut observer un exorciste avant de se rendre chez une personne affligée d'un mal et ce qu'ils annoncent pour celle-ci. Les manuels de diagnostics médicaux ont du reste une formulation qui est très proche d'un manuel de divination : on observe l'état du malade, ses symptômes visibles, puis on en déduit une réponse sur la nature de son mal, souvent d'origine surnaturelle ; par exemple « Si (le malade) est frappé (de douleur) sur le côté droit de sa tête, c'est la « Main de Shamash » : il mourra ». La divination sert alors à mieux comprendre l'action divine et à déterminer ce qu'il est possible de faire.

### Divination, pouvoir et société

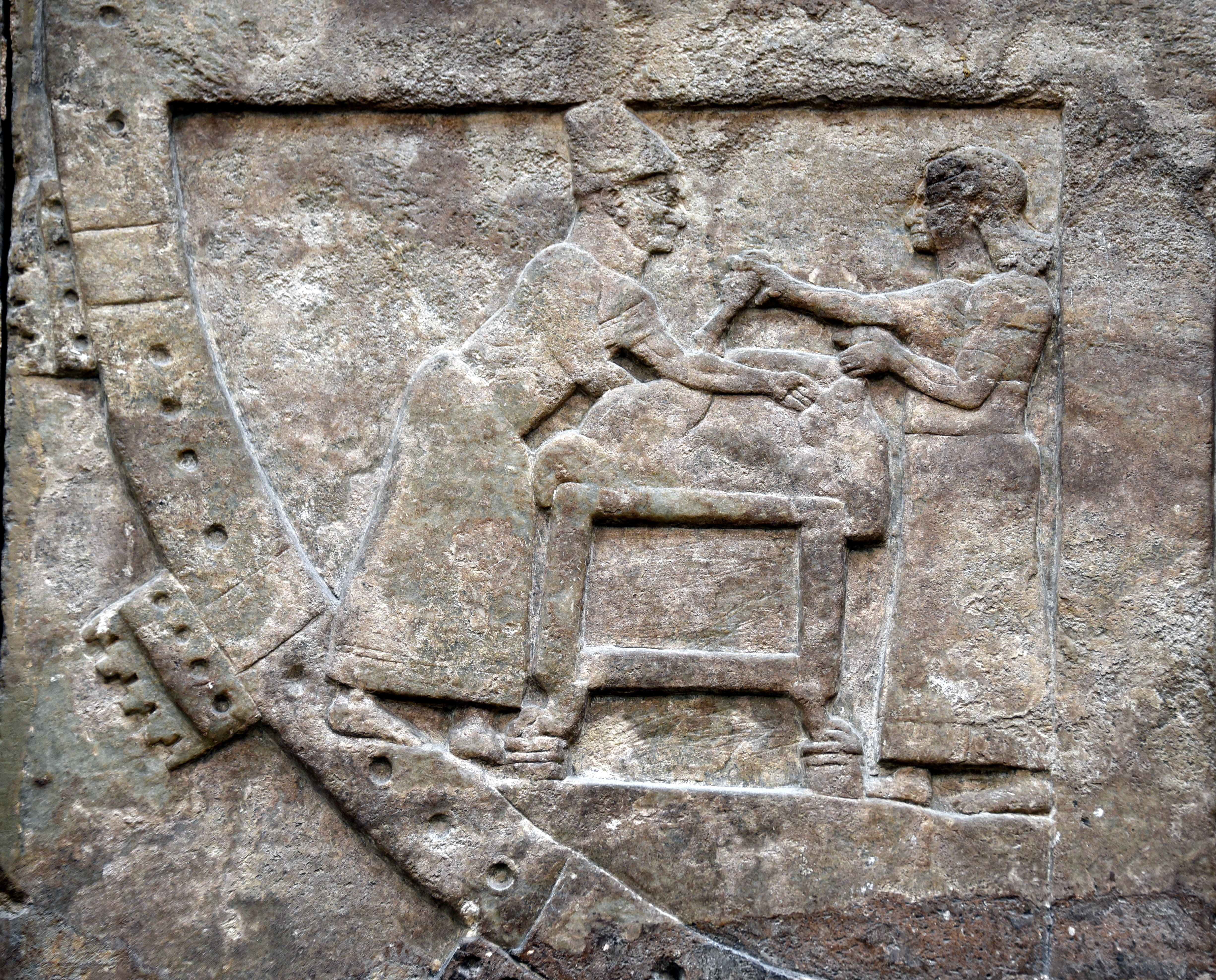
Un devin-bārû et son assistant préparent un animal en vue d'un sacrifice divinatoire. Détail d'un bas-relief du Palais nord-ouest de Nimroud (Assyrie), British Museum.

Les spécialistes de la divination faisaient partie du groupe des « savants » du monde mésopotamien. Ils avaient reçu une éducation poussée, impliquant en particulier la maîtrise des textes techniques divinatoires, et travaillaient dans la mouvance des temples et du palais royal. Certains étaient distingués comme des spécialistes à part entière de la divination. C'est avant tout le cas des bārû (dérivé du verbe signifiant « voir » ; équivalent sumérien máš-šu-gí-gíd), que l'on traduit généralement par devin, mais qui en fait apparaissent en général dans les textes en tant que spécialistes de l'hépatoscopie, secondairement de lécanomancie et de libanomancie. Pour ce qui concerne l'autre discipline divinatoire majeure, l'astrologie, il n'y a pas vraiment de spécialiste attitré avant les périodes tardives. À la cour assyrienne, les présages astrologiques sont interprétés par les lettrés, quelle que soit leur spécialité théorique : des bārû, des exorcistes (āšipu), des lamentateurs (kalû), des prêtres, et même un haut dignitaire civil, le chef des scribes. Des traités de divination se retrouvent par ailleurs dans des bibliothèques de prêtres et d'exorcistes (à Sultantepe, Uruk). Les exorcistes en particulier, en tant que spécialistes des diagnostics médicaux, sont souvent amenés à avoir un rôle divinatoire (les maladies étant souvent vues comme envoyées par les dieux) ou du moins à travailler conjointement à des devins. À partir de la période récente, on commence à distinguer des spécialistes de l'astrologie, que l'on nomme alors « scribes d'Enūma Anu Enlil » (ṭupšar Enūma Anu Enlil), d'après la série de présages astrologiques la plus en vogue. Mais en fait n'importe quel lettré était susceptible d'obtenir des ouvrages divinatoires et donc d'acquérir des connaissances dans cette discipline, quelle que soit sa spécialité théorique. Une autre catégorie spécifique de devin sont les šā’ilu, interprètes des rêves, également versés dans la nécromancie ; on trouve aussi (surtout en Assyrie ancienne) leur pendant féminin, šā’iltu. Dans l'Assyrie récente les interprètes des rêves sont appelés šabrû (masc.) et šabrâtu (fém.).
La masse de documentation écrite relative à la divination exhumée sur les sites mésopotamiens du IIe millénaire av. J.-C. et surtout du Ier millénaire av. J.-C. indiquent l'importance prise par cette activité dans la société mésopotamienne. Les spécialistes de cette activité, bien que parfois critiqués pour leur incapacité à bien comprendre les signes divins, en sont donc manifestement arrivés à jouer un rôle majeur dans la prise de décision des individus à tous les niveaux sociaux. La documentation écrite étant surtout concentrée sur les hautes sphères du pouvoir, l'activité divinatoire est surtout documentée dans les cercles royaux, où l'hépatoscopie et l'astrologie règnent en maîtres. Historiquement, les oracles les plus anciennement attestés dans les cercles royaux se trouvent dans des noms d'années des époques d'Akkad (v. 2300 av. J.-C.) et d'Ur III (v. 2100 av. J.-C.), pour les choix de grandes prêtresses et de grands prêtres qui nécessitent une sanction divine. Le rôle des bārû à la cour royale de Mari au XVIIIe siècle av. J.-C. est bien connu grâce aux lettres exhumées sur ce site, qui rapportent notamment le rôle important joué par Asqudum, bārû du roi Zimri-Lim, devenu un des plus importants dignitaires de la cour. Un « serment des devins », que devaient prêter au roi de Mari les bārû (comme le faisaient d'autres dignitaires), leur ordonne de ne rien cacher au roi de ce qu'ils découvriraient par leur activité, et de ne rien divulguer à autrui. La divination de cour est surtout attestée par les archives de Ninive, documentant les rapports entre les rois néo-assyriens Assarhaddon et Assurbanipal et les lettrés qui leur servent de conseillers, qui révèlent l'importance des observations astrologiques et des rituels d'hépatoscopie dans la prise de décision et donc la vie politique de l'époque, et également dans la vie militaire puisque des devins accompagnaient systématiquement les armées en campagne. Il ne faut pas pour autant chercher à faire de ces devins de palais des manipulateurs ou des hommes de l'ombre, notamment parce qu'il existe trop de groupes différents de spécialistes d'art divinatoire pour qu'un puisse prendre le dessus.
L'exercice de la divination en dehors des sphères du pouvoir est bien moins documenté. Le Poème du Juste souffrant (Ludlul bēl nēmeqi), texte sapiential d'époque médio-babylonienne, mettant en scène un personnage de rang honorable atteint par un mal dont il ignore l'origine, indique que celui-ci fait appel à un devin haruspice (bārû), un interprète des rêves (šā’ilu), et un exorciste (āšipu) pour élucider ce problème. Des lettres montrent par ailleurs que l'on pouvait recourir pour une même question à un haruspice et un interprète des rêves. La pratique divinatoire semble plutôt intervenir pour les cas de maladies. Un groupe de textes d'époque paléo-babylonienne, provenant de la ville de Lagaba en Babylonie du Nord, documente les actes d'un certain Shamash-muballit qui exerce une activité en lien avec la divination : il est dépêché pour interpréter une naissance anormale d'un veau, réciter des prières pour protéger un troupeau, sans doute aussi identifier la maladie touchant une personne, et accomplir des rituels de guérison. Cela semblerait indiquer qu'en dehors de la sphère du palais et des grands temples, où on trouve des spécialistes de la divination et de la guérison se consacrant avant tout à une seule activité, des mêmes personnes pouvaient exercer la divination et la magie.

## Déchiffrer les signes divins: principes des présages divinatoires
Discipline documentée quasi exclusivement dans le milieu savant mésopotamien, reposant essentiellement sur une méthode déductive, la divination a fait l'objet de nombreuses réflexions de la part des savants mésopotamiens, cherchant à améliorer leurs capacités à prévoir les volontés divines. Il n'existe aucun ouvrage décrivant comment ils avaient élaboré leurs interprétations divinatoires, du reste ce n'est pas dans la nature des textes savants mésopotamiens de dégager des principes généraux, puisqu'il s'agit de listes tendant à couvrir un maximum de cas possibles, et à regrouper entre eux les cas similaires, cette systématisation ayant pour but de permettre à un praticien de dégager à partir des exemples connus de nouvelles interprétations. Mais l'étude des traités a permis de proposer plusieurs modalités d'élaboration des procédures divinatoires, au moins deux procédés : une approche empirique reposant sur l'observation des phénomènes potentiellement omineux et leur mise en relation avec des événements afin de déterminer un lien entre les deux ; et une approche théorique mettant aux points des principes à partir de ces cas empiriques ou bien en dégageant des principes relevant du symbolique, et en les systématisant afin d'envisager un maximum de cas. Cette question est centrale dans le débat sur la nature (pré-)scientifique ou non de la pensée divinatoire mésopotamienne,.

### Un système de signes

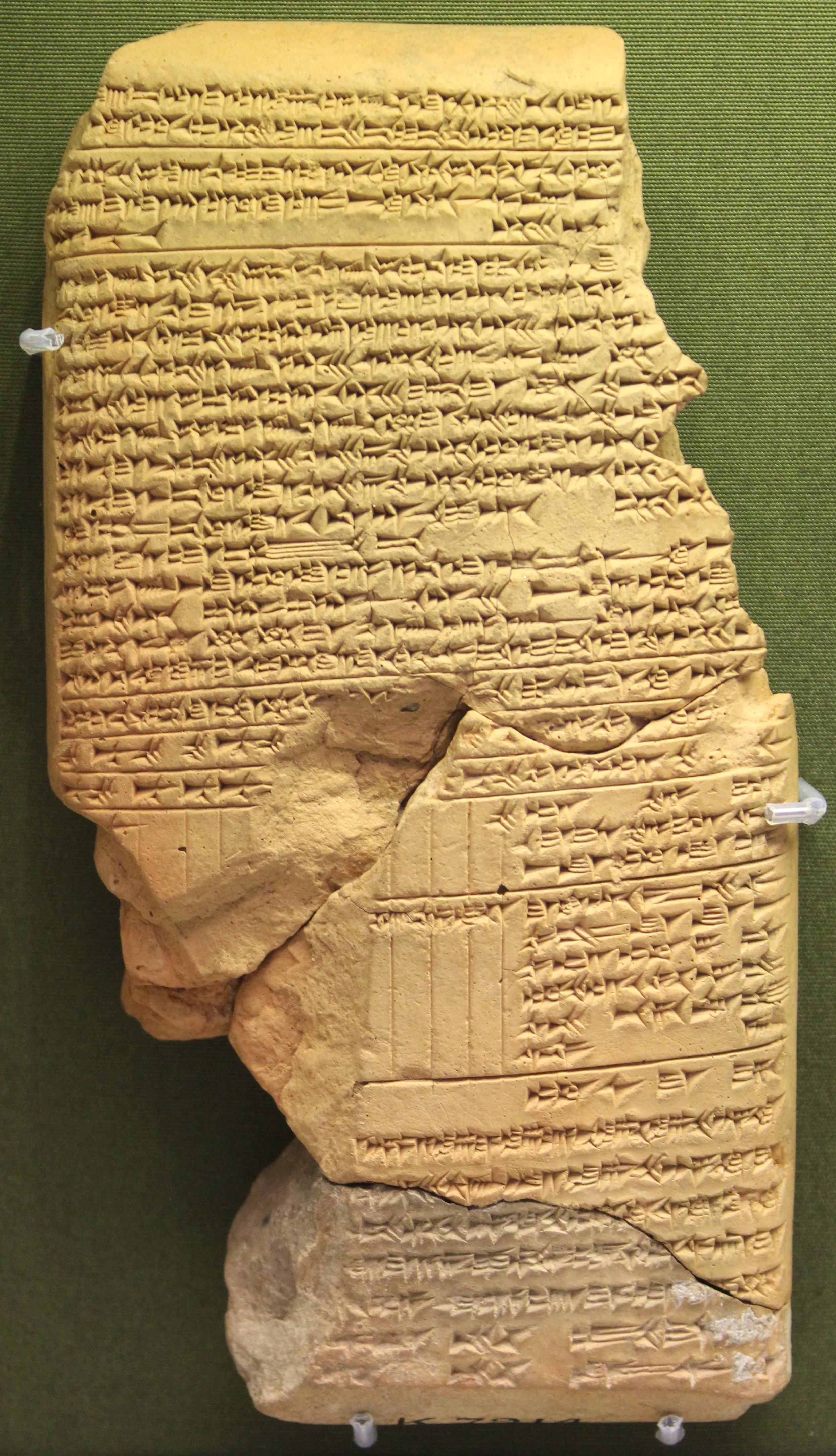
Tablette du « Manuel du devin ». Ninive,, British Museum.

Une idée fondamentale de la divination est que les messages divins sont susceptibles d'être communiqués par de nombreux phénomènes que les humains doivent être en mesure d'identifier et d'interpréter : le monde visible devient alors un « système de signes » à déchiffrer afin de mieux le comprendre et d'être en mesure de prendre les décisions appropriées, de réduire l'incertitude, de rétablir une situation jugée normale. On s'intéressait donc aussi bien aux « prodiges », qu'au caractère normal d'un phénomène (le fait qu'un astre suivre son cours normal dans le ciel était vu comme un présage favorable), on scrutait avec attention l'apparence de ce qui est observé (forme, couleur, position). Les signes divins pouvaient donc se présenter sous une grande variété de formes : phénomènes naturels, en général exceptionnels (tremblement de terre), phénomènes astraux (phases de la lune, mouvements des étoiles), rêves inhabituels, naissance d'un être « anormal », forme inhabituelle des intestins d'un animal sacrifié, etc. jusqu'à n'importe quel événement, sortant de l'ordinaire ou pas, qui peut être observé. En fin de compte, les messages sont susceptibles d'intervenir sous n'importe quelle forme, n'importe où et à n'importe quel moment. Les spéculations des devins des époques tardives tendaient à relier les différents types de signes comme faisant partie d'un même système, donc à interpréter ensemble, et des textes spéculatifs ont cherché à trouver des parentés entre les parties du foie et le ciel observées par les devins. Le Manuel du devin comprend un passage explicite sur ces correspondances :

« Les signes omineux de la terre ne sont porteurs de signaux qu'en accord avec ceux du ciel. Le ciel et la terre produisent ensemble les présages. Même s'ils apparaissent séparément, ils ne doivent pas être distingués, car le ciel et la terre sont en correspondance. »

— Extrait du Manuel du devin.
Cela renvoie plus généralement à une vision du monde mettant en relation les différents éléments qui le composent. Selon J.-J. Glassner :

« La divination mésopotamienne repose sur un postulat : l’existence d’une relation d’homologie entre des présages et des oracles qui appartiennent à deux ordres distincts, la nature et le cosmos d’une part, la culture et la société d’autre part. Les présages sont des marques offertes par les dieux qui les déposent sur des supports variés ; ils ne sont pas la cause de ce qui est susceptible de se produire et les oracles n’en sont pas la conséquence, ils sont corrélés les uns aux autres selon des principes de régularité. On l’aura compris, la divination est une façon, pour l’homme mésopotamien, d’appréhender son environnement naturel dont la compréhension ultime fait appel à l’intervention de forces invisibles. »

L'art divinatoire a finalement pu apparaître comme une méthode de déchiffrement des signes divins, donc d'une sorte d'écriture divine, aux yeux des devins mésopotamiens. Cette technique a en tout cas pu être mise en parallèle avec la méthode de déchiffrement des signes de l'écriture cunéiforme : les foies des animaux, le ciel nocturne ou encore les rêves fonctionnaient comme des tablettes sur lesquelles les dieux inscrivaient des messages à destination des humains, charge à eux de les déchiffrer en comprenant leur « grammaire ».

### Une approche empirique?

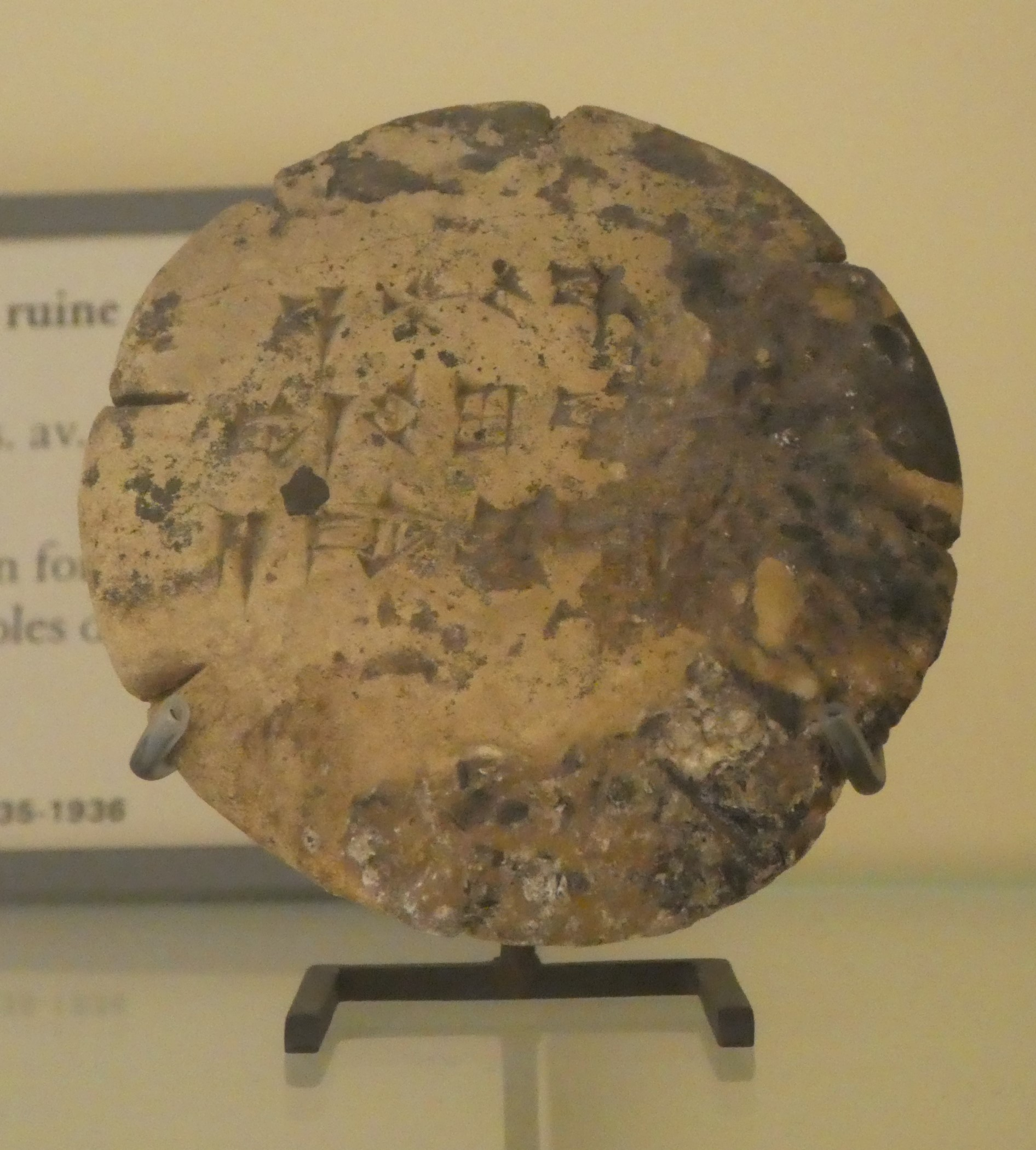
Tablette rapportant le constat d'un « présage de la chute d'Akkad » après une consultation d'hépatoscopie à Mari, Musée du Louvre.

Il a été proposé que les devins mésopotamiens aient déterminé au moins une partie des présages de façon empirique. Ils auraient manifestement émis le raisonnement que si les signes indiquant les volontés divines permettent de déterminer le futur, alors les événements passés avaient été annoncés de la même manière. Il s'agissait donc de repérer et de compiler ces signes passés, puis de les rapporter aux événements qui s'étaient produits qu'ils étaient censés avoir prédits, afin de déterminer ensuite quel phénomène pouvait annoncer tel type d'événement. 
La question de savoir s'il y a eu une démarche de collecte des présages porte avant tout sur un ensemble de textes hépatoscopiques, dits « présages historiques », datés du début du IIe millénaire av. J.-C. liés à la chute d'Akkad et celle de la troisième dynastie d'Ur, qui sont des événements marquants de l'historiographie mésopotamienne,. Les questions et résultats de consultations hépatoscopiques passées étaient collectés dans les textes appelés tāmītu, dont on a retrouvé des exemplaires dans des bibliothèques néo-assyriennes, rapportant notamment des cas datant de l'époque paléo-babylonienne : une tablette de Nimroud du VIIe siècle av. J.-C. rapporte ainsi des consultations oraculaires effectuées lors d'une campagne de Hammurabi de Babylone dans la première moitié du XVIIIe siècle av. J.-C., dont l'historicité paraît établie. On pourrait en déduire que des présages se rapportant à des événements plus anecdotiques appartenant au quotidien ont été relevés de la même manière, et il se pourrait que les astrologues babyloniens d'époque récente aient tenté de faire une telle collecte de données empiriques avec la rédaction des différents types de rapports d'observations astronomiques (voir plus bas). Cette hypothèse s'appuie aussi sur le fait que la méthode empirique est courante dans d'autres disciplines savantes mésopotamiennes, notamment la littérature médicale : les médecins et exorcistes mésopotamiens avaient établi leurs traités de pronostics en observant l'apparence et l'état de santé des patients et les récurrences de façon à isoler certains types de maladies pour pouvoir ensuite les identifier, ce qui revenait en fait bien souvent à deviner quel dieu ou quel démon était à l'origine de ce mal, dans la mentalité de l'époque. En accumulant de manière empirique des informations, en les organisant, en cherchant à déduire et à systématiser à partir d'elles pour dégager des principes, les devins mésopotamiens auraient alors développé des savoirs et des pratiques qui présenteraient une rationalité propre, et révèleraient en quelque sorte un esprit « scientifique », reposant sur l'observation et l'interprétation,.
Bien que souvent acceptée, cette interprétation a fait l'objet de critiques car elle se heurte à plusieurs écueils liés aux présages « historiques » . Les présages renvoyant à des événements historiques précis sont plutôt rares, et font référence à des périodes dotées d'un prestige qui font qu'elles servent souvent de référence dans la littérature mésopotamienne, mais en général avec un aspect semi-légendaire/pseudo-historique, en premier lieu l'empire d'Akkad. Les textes en question ne sont d'ailleurs pas jugés fiables pour reconstituer la réalité historique de l'époque des rois d'Akkad. Leur analyse plaide plutôt en faveur d'une composition postérieure aux époques des faits supposés, reposant certes sur des faits réels mais en les ayant largement déformé en fonction des objectifs des devins. Ceux-ci prenaient des exemples évocateurs pour décrire les phénomènes politiques et militaires qu'on leur demandait d'identifier pour le compte des souverains. Ces textes renvoient au moins à l'idée que l'histoire humaine passée est une partie du système de signes que les devins doivent prendre en compte, et donc que les faits importants du passé peuvent être des prototypes potentiellement amenés à se répéter. 
Il est donc impossible en l'état actuel de la documentation de démontrer avec certitude qu'il y ait eu un travail empirique à l'origine des traités de divination. Tels qu'ils sont connus, ils apparaissent directement dans un état abouti, sans qu'on sache bien de quelle(s) manière(s) ils ont été établis. Selon F. Rochberg l'idée selon laquelle la divination mésopotamienne a un caractère empirique peut au moins être conservée parce qu'elle repose sur l'étude et l'interprétation de phénomènes qui sont observables, du moins dans la mentalité de l'époque (ce qui inclut par exemple les apparitions de fantômes).

### Les principes symboliques des présages
La lecture des présages, donc la compréhension du sens des signes divins par les devins est quoi qu'il en soit le résultat d'opérations mentales complexes, nécessitant un travail d'apprentissage et de réflexion poussé, et suscitant de nouvelles réflexions et interprétations qui expliquent pourquoi cette discipline a connu un développement constant, notamment à partir du XVIIIe siècle av. J.-C.. Les traités divinatoires que les devins mésopotamiens ont écrits présentent une majorité de cas imaginés, et peuvent donc être considérés certes comme des textes techniques, mais aussi comme des ouvrages spéculatifs suivant des principes théoriques, au moins vaguement définis. Il n'en demeure pas moins que la relation entre un signe et son interprétation est bien souvent incompréhensible pour les interprètes modernes, en raison des différences de mentalités. Elle posait du reste déjà des interrogations dans l'Antiquité, comme l'indique l'existence de commentaires ésotériques. 
On constate d'abord que les lettrés mésopotamiens les ayant rédigé avaient pratiqué une systématisation, partant d'un cas pour ensuite envisager des situations semblables, connaissant une variation simple : on envisage le cas où une femme donne naissance à des jumeaux, puis ceux où elle accouche de triplés, de quadruplés, et ainsi de suite. Cet effort a été poussé à l'extrême, car ont été envisagés des cas qui sont à nos yeux irréalistes : ainsi un traité d'hépatoscopie part de l'observation de deux vésicules biliaires dans un foie, ce qui est rare mais peut se produire, puis il envisage les cas, totalement fantaisistes, où on en trouve trois, puis cinq et jusqu'à sept. Ailleurs on imagine un cas d'apparition du soleil dans le ciel au milieu de la nuit, un agneau sacrificiel sans cœur ou foie, une truie mettant bas à une trentaine de petits, etc.

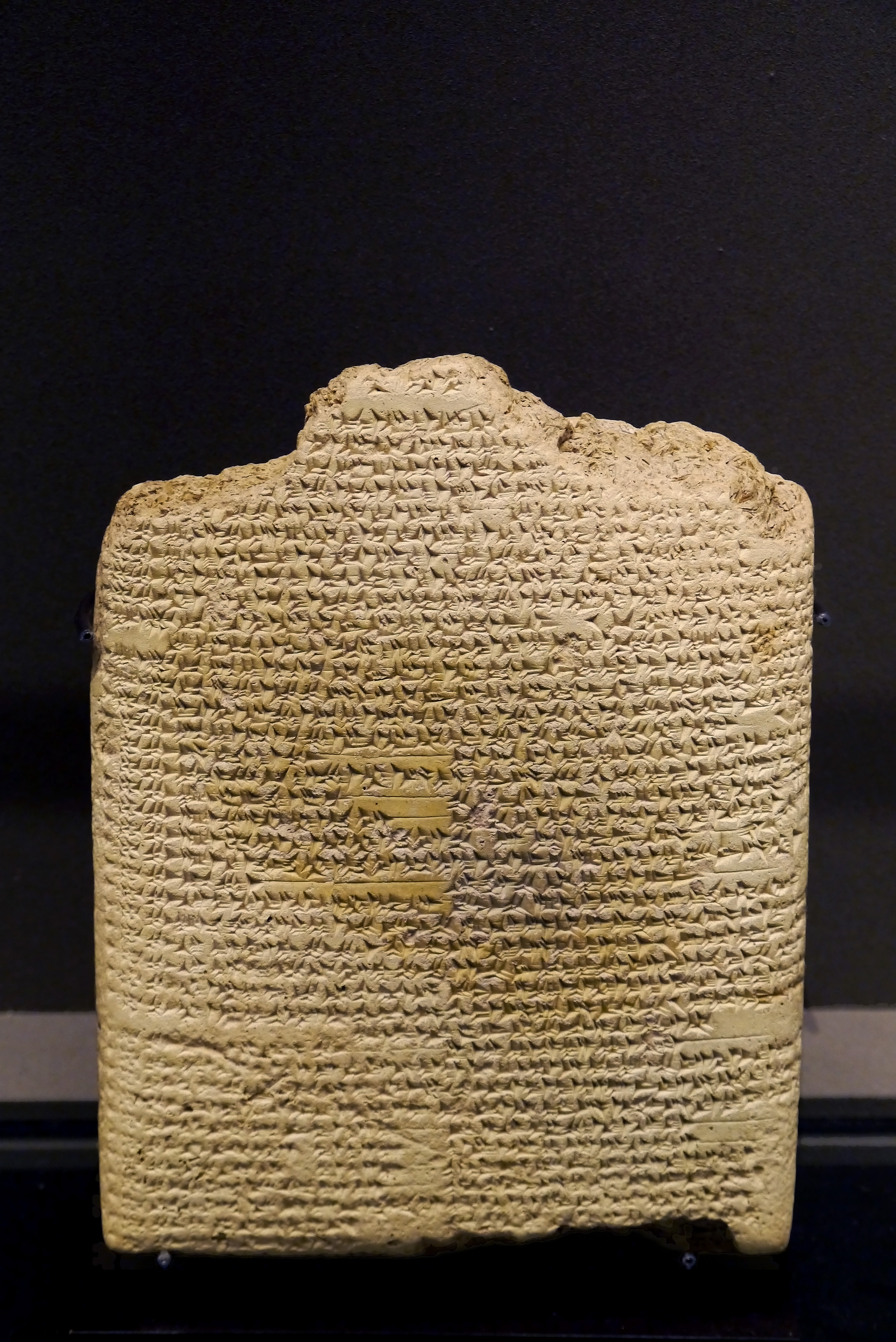
Tablette de présages tirés de l'étude des entrailles (extiscipine), début du Musée du Louvre.

Quelques liens sémantiques clairs entre la protase et l'apodose ressortent des textes divinatoires, notamment parce qu'ils font appel à un symbolisme bien connu par l'étude des textes de la Mésopotamie antique, et parce qu'en général il est attendu d'un oracle qu'il détermine simplement si la situation à venir est favorable ou non. Cela fait souvent appel à des codes symboliques assez simples et courants dans la mentalité mésopotamienne, se répondant souvent dans des oppositions binaires et duelles. C'est le cas des sens portés par l'aspect, la régularité ou la position, fonctionnant autour de couples d'opposés : ce qui est normal, clair, grand, en bonne santé, à l'heure, du côté droit est positif ; ce qui est terne, sombre, petit, malade, difforme, en retard, du côté gauche est un indicateur négatif. Croiser un cochon blanc sera un présage faste, tandis que croiser un cochon noir sera un présage néfaste. Un astre suivant son trajet normal dans les temps observés habituellement sera un présage favorable, mais s'il dévie de son chemin ou de son rythme habituel, le présage risque d'être négatif. Si des gouttes d'huile versées dans une coupe remplie d'eau dérivent vers la gauche, le malade pour lequel on accomplit la divination mourra, si elles dérivent vers la droite il guérira. Un nouveau-né sans pied gauche annonce le déclin de sa famille. Dans les présages impliquant les oiseaux, les corbeaux ont une connotation négative, leur contrepartie positive étant les faucons. 
La personne concernée par le présage doit aussi être étudiée pour comprendre le sens du présage. En hépatoscopie ou astrologie, la position (dans une partie précise du foie ou du ciel) détermine souvent la personne concernée par le présage, en général le royaume ou son ennemi : un oracle favorable pour l'un sera alors défavorable pour l'autre. Dans un même ordre d'idée, en oniromancie il y a plusieurs cas où un même rêve verra son sens changé suivant que celui qui l'a fait est riche ou pauvre. Les analogies, les oppositions et associations entre signes jouent aussi. L'analyse de la simultanéité des phénomènes astraux est primordiale, car elle peut changer le sens d'une première observation en inversant le pronostic. Par exemple dans un traité d'extispicine, l'analogie intervient à plusieurs reprises : l'observation d'intestins éclatés signifiera une révolte dans le pays, des intestins divisés en deux la division du pays, des intestins vides la famine. Les rapports d'analogie entre signifiant et signifié sont également assez clairs dans plusieurs cas d'oniromancie : une personne rêvant qu'elle boit de l'eau, signe de vie, verra sa vie prolongée ; le sceau, marque et substitut courant d'une personne, est associé à la progéniture (qui le trouve en rêve aura des enfants, qui le perd les verra mourir). Mais dans d'autres cas il faut raisonner inversement à la signification apparente d'un cauchemar : une personne rêvant qu'elle mange ses excréments se voit annoncer la prospérité. Ce principe d'inversion se retrouve aussi dans des présages du quotidien (série Šumma ālu) : si la maison d'un homme sent la myrrhe, il s'appauvrira ; si elle sent le soufre, il s'enrichira.
En astrologie, le sens courant de certains signes se devine par l'analyse des récurrences, mais leur origine n'est pas toujours claire : il est aisément compréhensible que les éclipses lunaires, créant l'obscurité, soient en général vues comme défavorables, mais moins pourquoi les éclipses solaires ne le sont pas ; que les présages liés aux apparitions de la planète Mars, symbole du dieu Nergal, maître des épidémies et des morts violentes, soient associés aux mêmes phénomènes paraît logique, mais la raison de l'association entre la planète Mercure (symbolisant ou bien le dieu agraire et guerrier Ninurta ou le dieu savant Nabû) avec les pluies et les inondations est obscure. Un principe périodique transparaît aussi dans l'interprétation des éclipses lunaires : selon le mois durant lequel elles se produisent, elles peuvent se rapporter à une ville ou un lieu différent.
D'autres fois les interprétations reposent sur un lien phonétique entre des mots de la protase et de l'apodose, ou sur des jeux graphiques à partir des signes des deux parties. Cela renvoie à des tournures littéraires et des jeux d'écritures ésotériques courants dans le milieu des savants mésopotamiens, et qui n'ont pas seulement un aspect esthétique puisqu'ils sont censés dissimuler un sens caché, magique (les mots et les écrits étant tenus pour exprimer l'essence des choses). Dans le présage d'hépatoscopie suivant, on remarque ainsi la correspondance phonétique entre les termes palšu/pilšu/Apišal, qui devait être significative :

« Si, dans le foie, la partie dite "Porte du Palais" est double, qu'il y a trois "rognons" et qu'à droite de la vésiculte biliaire sont creusées (palšu) trois perforations (pilšu) bien marquées : c'est le présage des gens d'Apišal que le roi Naram-Sîn fit prisonniers en recourant à des sapes (pilšu). »

— Extrait d'un traité d'hépatoscopie.
Un autre exemple dispose que dans le cas où on remarque une partie d'un intestin ayant la forme du démon Humbaba (HUM.HUM en logogrammes), il y aura un usurpateur (hammā'u). Ce type d'assonance fait également le lien entre présage et oracle dans des cas d'oniromancie, qui semblent aussi révéler des jeux sur les divers sens des signes cunéiformes. Des commentaires ésotériques retrouvés à Uruk et datés de la période séleucide (IIIe siècle av. J.-C.), portant notamment sur la série Lorsque exorciste se rend à la maison d'un malade révèlent en tout cas que les savants mésopotamiens ont tenté a posteriori de trouver un sens caché afin de mieux saisir le sens des présages du traité : ainsi le fait que s'il croise un être appelé BANZU, « estropié » ou « nabot », alors la maladie du patient sera la « Main de Ninurta », est expliqué par un jeu lexical sur le fait que BANZU se décompose entre les signes BAN « moitié » et ZA « homme », donc « mi-portion » ; or l'idéogramme signifiant Ninurta étant le même que celui signifiant « moitié », le lien entre le BANZU et la « Main de Ninurta » paraît établi,,.

## Les pratiques divinatoires
Comme cela a été évoquée, on peut classer de façon typologique les pratiques divinatoires en fonction de l'origine du message (divination suscitée par les humains ou inspirée par les dieux) ou de sa nature (message direct de la divinité ou bien indirect, à partir duquel les devins doivent déduire une réponse). Mais il est plus courant de procéder à un classement thématique recoupant celui des lettrés Mésopotamiens, formulé dans les différents traités divinatoires du Ier millénaire av. J.-C., qui recoupe par ailleurs les classifications des autres civilisations antiques. Elle divise les pratiques divinatoires en fonction de la forme du message divin et de son support : dans le foie et les entrailles d'un animal (hépatoscopie et l'extispicine), dans le ciel (astrologie), dans un rêve (oniromancie), dans la forme d'un nouveau-né « monstrueux » (tératomancie), la forme d'une flamme ou d'une fumée (libanomancie), etc. Une grande diversité de pratiques divinatoire est donc documentée, mais deux ou trois ont une place plus importante, en raison de leur importance dans les cercles du pouvoir et donc dans les milieux savants : l'hépatoscopie/l'extispicine, l'astrologie, et à la rigueur l'oniromancie, ou encore le prophétisme à certaines périodes. Les autres formes sont moins attestées par les textes, mais ont pu avoir été en vogue dans la population, car elles étaient plus simples dans leur principe et moins coûteuses, mais n'ont pas été beaucoup documentées car elles n'intéressaient pas le milieu des élites politiques et lettrées.

### L'hépatoscopie et l'extispicine

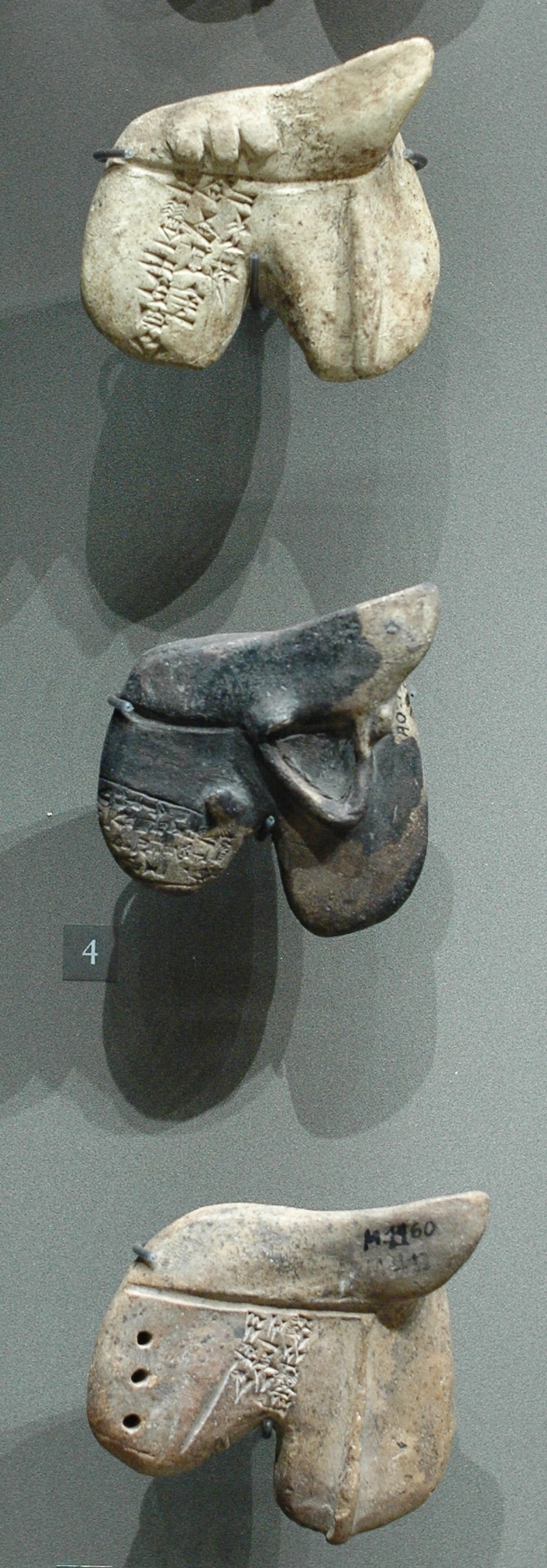
Maquettes en argile de foies divinatoires,, Mari, musée du Louvre.

L'hépatoscopie, la divination par l'observation du foie d'un animal sacrifié, généralement un agneau, est historiquement la forme de divination la plus importante dans la Mésopotamie antique, la tâche la plus importante du spécialiste de l'art divinatoire par excellence, le bārû. Un autre type de divination voisin, l'extipicine, consiste en la lecture de l'avenir dans les entrailles d'un animal, et les poumons étaient souvent scrutés en même temps, parfois aussi le cœur, les reins, les vertèbres. Ces pratiques sont attestées en Mésopotamie méridionale depuis la seconde moitié du IIIe millénaire av. J.-C., mais elles sont surtout documentées à partir du début du IIe millénaire av. J.-C., en particulier à partir des archives de Mari (première moitié du XVIIIe siècle av. J.-C.), puis pour la fin de l'époque néo-assyrienne (VIIe siècle av. J.-C.) par les archives de Ninive comprenant des sortes de comptes rendus de rituels oraculaires et des traités d'hépatoscopie. La série d'hépatoscopie/extispicine est nommée Bārûtu (l'« Art du bārû », donc « Hépatoscopie/Extiscipine ») à l'époque tardive, et comprend plusieurs tablettes détaillant l'analyse de tous les organes concernés, le foie faisant l'objet du plus grand nombre de sections, et également du comportement de l'agneau avant son sacrifice. Des consultations hépatoscopiques et leurs résultats avaient par ailleurs été compilées dans les textes appelés tāmītu, provenant essentiellement des sites néo-assyriens. Par ailleurs, des modèles de foies en argile ont été mis au jour à Mari, portant des mentions des parties du foie et d'observations oraculaires qui peuvent y être faites.

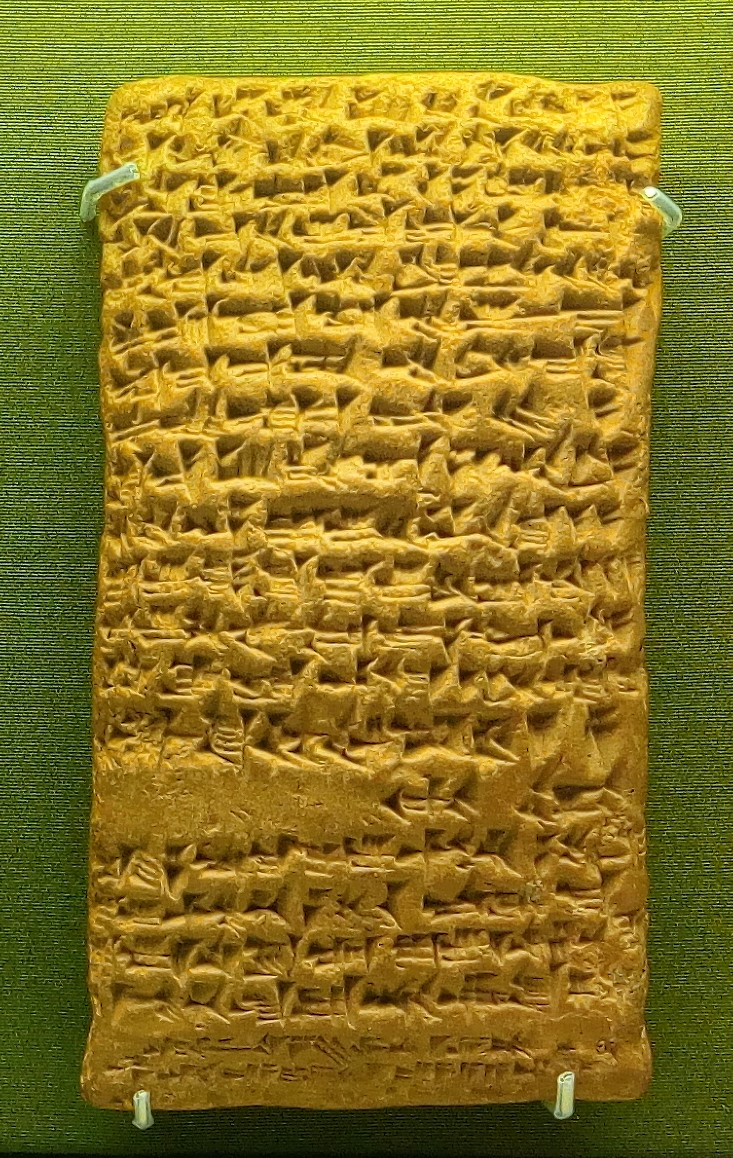
Tablette rapportant une consultation d'hépatoscopie à Ninive, 651 av. J.-C., visant à savoir si les troupes du Pays de la Mer allaient se joindre à une révolte contre l'Assyrie. British Museum.

Cette forme de divination est souvent pratiquée à la demande des souverains afin de conduire les affaires de l’État (opportunité d'un conflit, de la conclusion d'une alliance, d'un mariage diplomatique, de la nomination d'un dignitaire, construction d'un temple ou d'un palais, etc.), mais également par des particuliers pour toute forme de décision importante dans leur vie (voyage, prestation de serment, conclusion d'un contrat, mariage, etc.). Les rituels d'hépatoscopie sont préparés avec précaution. À Mari, on se rapproche du lieu ou des personnes concernés par le présage ou bien on déplace quelque chose qui les représente (une motte de terre pour un lieu, une mèche de cheveux et une frange de vêtement pour une personne) afin de renforcer l'efficacité de la consultation. En Assyrie, le devin récite des prières purificatrices, adressées aux dieux Shamash et Adad, patrons de cette forme de divination. Puis la question (tāmītu) est posée au dieu invoqué, encore sous la forme d'une prière, avant que l'animal ne soit sacrifié puis son foie ou ses entrailles analysés afin d'obtenir la réponse.

« Shamash, grand seigneur, [donne moi une réponse ferme et positive] à ce que je te demande ! Si Urtaku, roi d'Élam, a envoyé [une proposition pour faire la paix] à Assarhaddon, roi d'Assyrie, [a-t-il honnêtement envoyé] des mots vrais et sincères de ré[conciliation à Assarhaddon, roi d'Assyrie ?] Sois présent dans ce bélier, [place une réponse ferme et positive, des desseins favorables], des présages favorables et propices, par le commandement oraculaire de ta grande divinité, et que je puisse les voir. »

— Invocation oraculaire du dieu Shamash pour le roi Assarhaddon d'Assyrie, c. 674 av. J.-C.
Le devin devait scruter en détail la forme des organes analysés. Les textes relatifs à l'hépatoscopie révèlent que chaque partie du foie des animaux avait été nommée précisément et que toutes les anomalies éventuelles étaient scrutées. L'analyse des rapports des devins assyriens indique qu'ils ne suivaient que de loin les prescriptions des textes techniques, se concentrant surtout sur l'observation du foie et les poumons et pas les autres organes, et sur le caractère favorable ou non du présage, sans entrer dans le détail de l'événement prédit comme dans le traité, et établissaient leurs prédictions après une discussion collégiale entre devins, puisqu'ils travaillaient en équipe et non de façon isolée. Il apparaît donc que les usages, la terminologie et les interprétations ont varié suivant les lieux et les époques. Les archives de Mari révèlent ainsi des originalités locales fortes, reflétant le fait que la culture locale n'est pas à proprement parler « mésopotamienne » ; par exemple, les organes d'un animal sacrifié étaient parfois conservés et envoyés à d'autres spécialistes afin de vérifier l'oracle, ce qui révèle par ailleurs que plusieurs interprétations étaient possibles :

« Dis à Yasmah-Addu : ainsi parle Ishme-Dagan, ton frère. Tu nous a fait porter des présages (obtenus lors) des sacrifices offerts pour nous. Je les ai examinés. Voici ce que tu m'écrivais : « La graisse du cœur est sombre juste sur la droite ; le cœur est sombre à droite et à gauche il y a une longue division. » C'est vraisemblablement la tache sombre qui ne t'a pas donné confiance. Voilà que je viens te renvoyer ces présages. Je les ai examinés : outre que les taches sombres sont à des endroits séparés, il y a aussi une longue division. Ce n'est en rien quelque chose d'inquiétant. »

— Contre-expertise sur des organes d'un animal sacrifié, d'après une lettre de Mari, début du XVIIIe siècle av. J.-C.
En général, plusieurs consultations étaient nécessaires, et il fallait donc procéder au sacrifice de plusieurs animaux au cours d'un même rituel : les devins de Mari distinguaient ainsi une première observation (amārum « voir ») et la contre-épreuve (piqittum). Il fallait couramment procéder à plusieurs consultations quand un premier présage était défavorable, afin de confirmer qu'il l'était bien, ou bien pour savoir à partir de quand le dieu changeait d'avis et émettait un présage favorable. En effet, il ne semble pas y avoir eu de moyens magiques pour contrer des présages défavorables en hépatoscopie, et la seule chose à faire était souvent d'attendre que le sort prenne une tournure positive, en sachant qu'il était recommandé aux devins de ne pas répéter trop de fois leurs consultations afin de ne pas irriter les dieux (et de façon plus prosaïque, dans une lettre de Mari, parce que les agneaux à sacrifier viennent à manquer à force de ne recevoir que des présages défavorables pour le départ d'une caravane).
L'hépatoscopie mésopotamienne a visiblement eu une influence sur les pratiques divinatoires des autres peuples du Proche-Orient ancien, puisque des copies de traités, sans doute d'influence mésopotamienne, se retrouvent dans la seconde moitié du IIe millénaire av. J.-C. à Ugarit en Syrie littorale et jusqu'en pays hittite. L'influence de l'hépatoscopie mésopotamienne a pu se propager jusqu'en Israël, et en Grèce, puis en pays étrusque et romain.

### L'astrologie
La divination astrale, à entendre au sens large puisqu'elle concerne aussi bien les mouvements de la lune, du soleil, des planètes et étoiles mais aussi des phénomènes météorologiques (vent, pluies, foudre), eux aussi visibles dans le ciel, et géologiques (tremblements de terre), a pris une importance croissante dans l'art divinatoire mésopotamien, pour s'imposer comme la plus importante des disciplines oraculaires au Ier millénaire av. J.-C., même si l'idée que les astres indiquent les destinées humaines est sans doute très ancien,. Le rôle des astres en tant que reflet de la divinité est affirmé depuis les temps les plus reculés, puisque plusieurs dieux majeurs ont un aspect astral (Sîn-la Lune, Ishtar-Vénus) ou sont assimilés à une planète (Marduk avec Jupiter par exemple). Comme l'hépatoscopie, l'astrologie est surtout connue dans le milieu de la cour assyrienne (mais la situation devait être similaire à celle de Babylone), et les présages étudiés reflètent les intérêts du roi et du royaume : santé du monarque, guerre et diplomatie, récoltes, sécheresse, inondations, invasions de criquets, épidémies, etc. Les rapports des astrologues ont une grande importance dans la prise de décision politique. Elle poursuit ensuite son développement dans les lieux de pensée de la Babylonie tardive (Uruk, Babylone) dans la seconde moitié du Ier millénaire av. J.-C., la science astrale (mêlant divination céleste, rédaction d'horoscopes, observations astronomiques, et astronomie mathématique) devenant la principale discipline savante des phases finales de la civilisation mésopotamienne,,,.

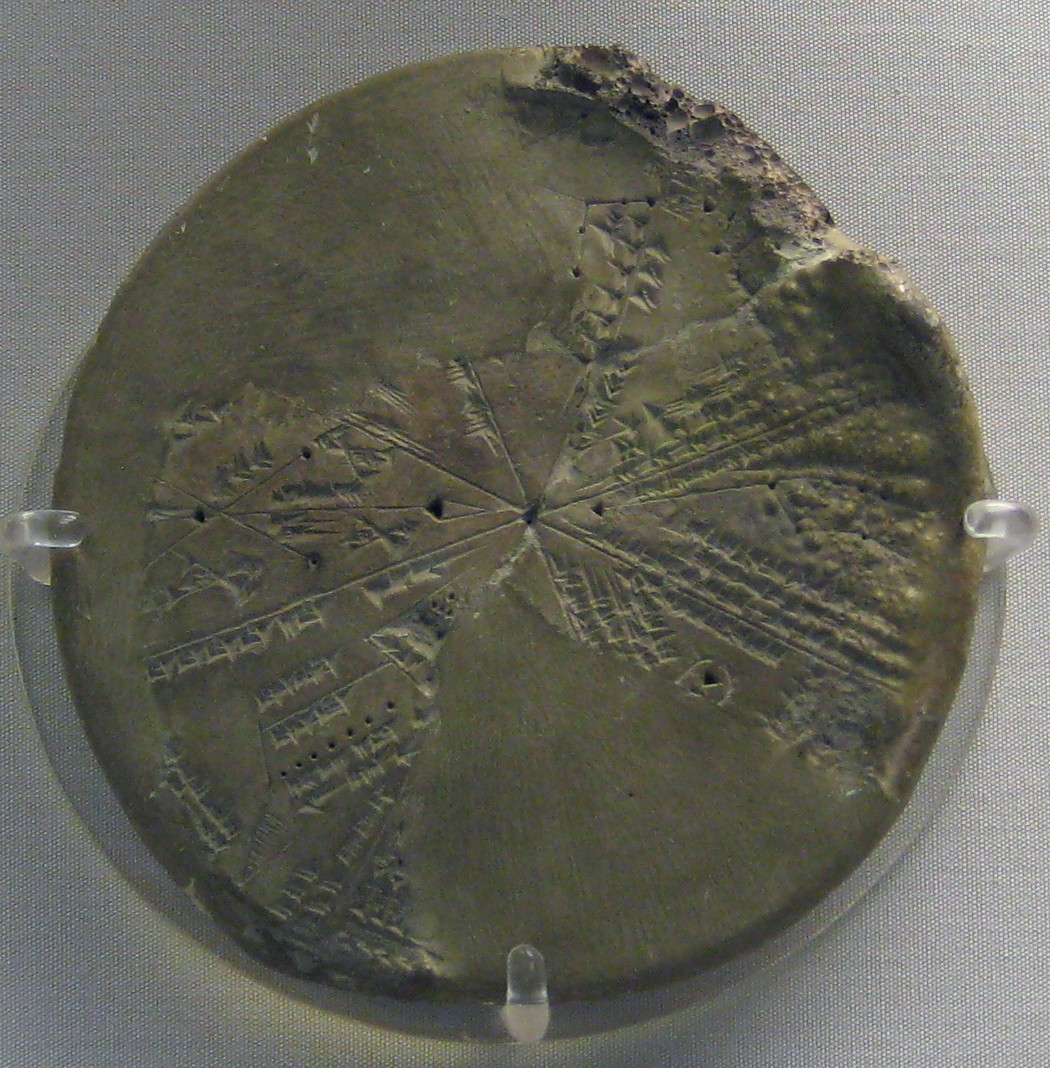
Tablette circulaire représentant un planisphère céleste indiquant la position des constellations observées la nuit du 3 au 4 janvier 650 autour de Ninive. British Museum.

Les astrologues observaient le ciel nocturne afin de repérer l'évolution des astres dans le ciel (lever, coucher, conjonctions, oppositions), s'ils suivaient leur cheminement régulier ou bien en différaient, quelle était leur apparence. Ils analysaient avant tout la Lune, puis secondairement les autres astres. On dispose ainsi de rapports de plusieurs devins pour un même phénomène nocturne, dont les interprétations peuvent différer de façon assez importante, ce genre de divergence étant assez courant dans les missives. Pour s'aider dans leur analyse, les astrologues disposaient de la massive série appelée Enūma Anu Enlil, à laquelle ils font régulièrement référence dans leurs rapports au roi assyrien, au point qu'ils ont fini par être désignés comme des « scribes d'Enūma Anu Enlil » (ṭupšar Enūma Anu Enlil). L'observation des astres se prêtait bien à la rédaction et l'usage de ce genre de documents techniques en raison des nombreuses configurations possibles des astres, surtout quand on y ajoute l'étude de leurs positions respectives (une éclipse lunaire était un présage néfaste pour le roi, sauf si Jupiter était visible en même temps, ce qui annulait l'oracle). Mais cela ne suffisait pas toujours puisqu'il fallait parfois extrapoler à partir des présages existant : le traité d'astrologie prévoyant que le lever de Vénus durant le mois d'Abu était un présage défavorable de pluie et de destructions, alors quand on observa son coucher durant le même mois, phénomène non mentionné dans le traité, on en déduisit qu'il s'agissait d'un présage favorable de pluie et de bonne récolte. Il était aussi courant de transposer pour un astre un présage valant pour un autre qui lui était couramment assimilé pour des raisons indéterminées. En tout cas, les présages les plus néfastes étaient pris très au sérieux, en particulier ceux concernant la santé du roi ; on tentait de les contrer en procédant à des rituels de « Dissolution » (Namburbû) ou, dans le cas extrême de l'annonce de la mort du roi, le rituel du substitut royal qui voyait un roturier être fictivement et temporairement intronisé en lieu et place du souverain afin que le malheur soit transféré sur lui.

« (Si) un bibbu et Vénus sont vus ensemble : il y aura des morts dans le pays.
(Si) un bibbu et Vénus se rejoignent et sont visibles ensemble, il y aura une grande catastrophe dans le pays.
(Si) un bibbu rejoint Vénus et la dépasse, il y aura dans le pays l'armée puissante d'Erra (dieu de la peste) ...
(Si) un bibbu s'approche d'un autre bibbu, le fils du roi se révoltera contre son père, mais il ne s'emparera pas du trône, un « fils de personne » (un usurpateur) sortira et il s'emparera du trône ; il restaurera les demeures des dieux, il assurera les offrandes pour les grands dieux et il prendra soin des temples ... »

— Extrait d'Enūma Anu Enlil : présages liés à la conjonction d'astres errants (bibbu) avec Vénus et d'autres astres errants.

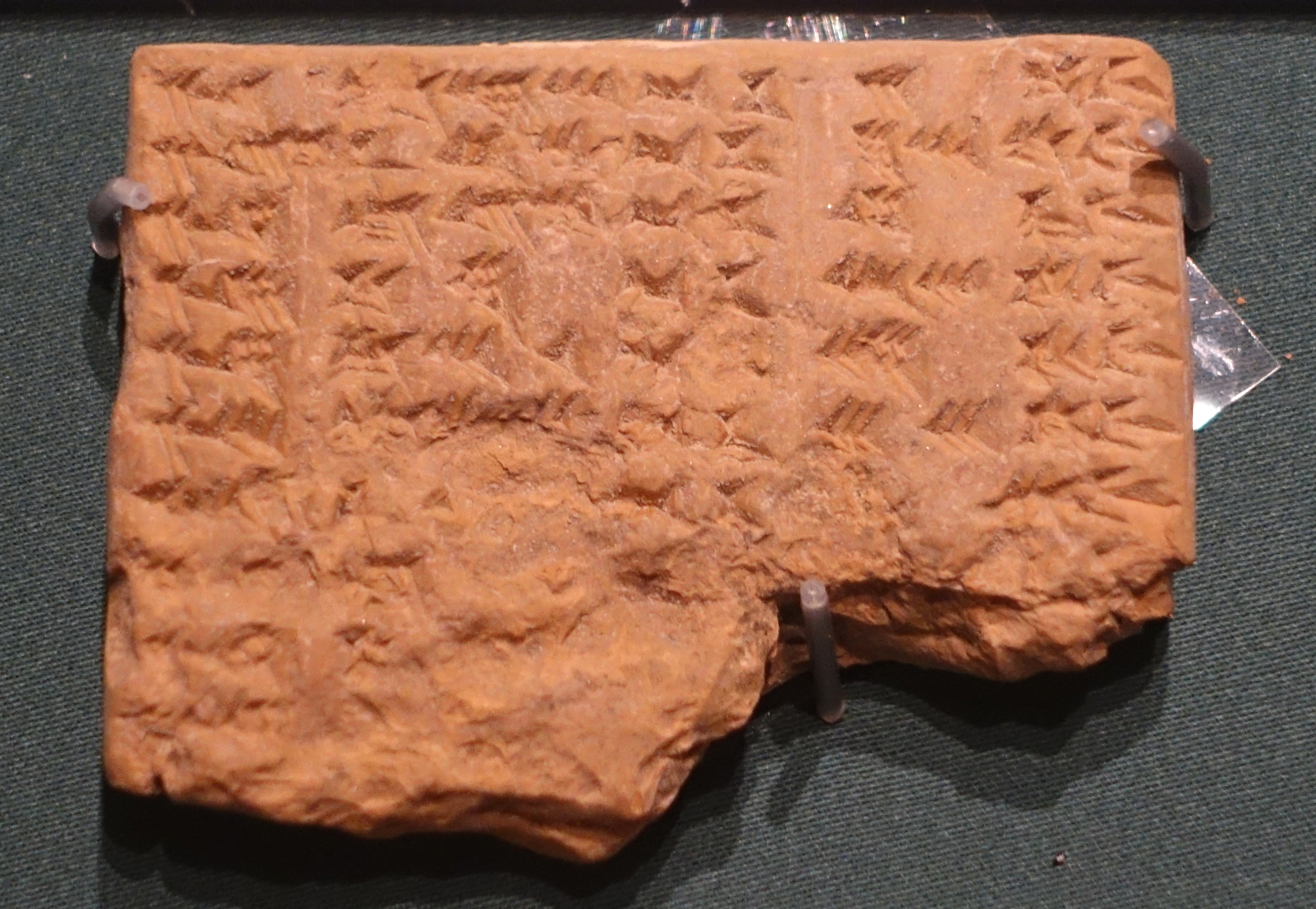
Tablette d'éphéméride rapportant les apparitions de Vénus le soir durant 24 ans. Musée de l'Oriental Institute de Chicago.

L'observation continue des astres dans une finalité astrologique avait donné lieu à un travail de collecte et d'analyse de données considérable, comme l'atteste notamment le traité astronomique Mul Apin. En Babylonie dans la seconde moitié du Ier millénaire av. J.-C., les rapports astronomiques relatent les phénomènes astraux sur une durée de plusieurs siècles, conjointement à d'autres phénomènes comme l'évolution des prix des denrées de base, des eaux des fleuves, d'autres présages terrestres, sans doute de manière à mieux relier tous ces phénomènes dans une optique divinatoire. Vers le milieu du Ier millénaire av. J.-C. au plus tard, les astrologues de Babylonie mirent au point la division de l'écliptique en douze parties, le zodiaque, puis les premiers horoscopes, prédictions sur la vie d'une personne en fonction de la position des principaux astres dans le zodiaque au moment de sa naissance (le plus ancien exemplaire connu remonte à 410 av. J.-C.) : on élabore alors une divination plus individuelle, prenant en compte l'aspect cyclique de la plupart des phénomènes célestes, sans doute parce qu'avec le constat de cette régularité et de la possibilité de prévoir la position des astres, la divination portant sur l'observation de leurs mouvements tombait en désuétude. C'est en effet au même moment que les astrologues/astronomes babyloniens mobilisent leur connaissance des mouvements des astres sur le long terme et tentent d'en tirer des constantes à l'aide de leurs savoirs mathématiques, développant une astronomie scientifique qui a fait leur renommée dans le monde antique, autant que leurs savoirs divinatoires,.

### L'oniromancie
Les rêves étaient aussi l'occasion pour les dieux de s'adresser aux hommes. L'oniromancie est une des formes de divination les plus anciennement attestées, puisqu'elle apparaît dans des textes dès la période finale des dynasties archaïques (v. 2450-2400 av. J.-C.) : dans l'inscription de la Stèle des Vautours retrouvée à Girsu, le roi E-anatum de Lagash voit en rêve le dieu Ningirsu lui annoncer sa victoire prochaine ; des tablettes contemporaines de Mari décrivent quant à elles des méthodes d'interprétation des rêves. L'oniromancie est par la suite documentée dans des inscriptions royales, des textes littéraires (plusieurs passages de l’Épopée de Gilgamesh par exemple) des lettres et des textes techniques, notamment la série Iškar Zaqiqu, qui doit son nom au dieu des rêves, Zaqiqu. Les présages oniriques se présentent sous différentes formes : il peut s'agir de rêves dans lesquels le dieu apparaît directement et délivre un discours sans ambiguïté, en général à destination du roi (qu'il apparaisse à celui-ci ou à un de ses sujets), et qui sont de ce fait jugés d'une importance primordiale, et s'apparentent au prophétisme ; d'autres fois il s'agit de rêves plus ou moins inhabituels, qu'il faut décoder pour en tirer un présage. Les devins spécialistes de l'interprétation des rêves sont les bārû comme souvent, mais aussi les šā’ilu/šā’iltu et šabrû/šabrâtu qui semblent spécifiquement liés à l'oniromancie. Ces spécialistes peuvent également susciter des rêves oraculaires en recourant à des rituels d'incubation. En dehors des messages des dieux adressés directement au souverain qui sont d'une importance primordiale pour le royaume et sont transmis directement à la cour (et contrôlés : les devins du palais de Mari procèdent à des consultations oraculaires pour s'assurer de leur validité), l'oniromancie concerne plutôt des affaires privées, terre-à-terre : santé, espérance de vie, richesse, succès.

« S'il rêve qu'il mange de la chair de renard : éruption cutanée ; mais pour celui qui est (déjà) malade, c'est de bon augure.
S'il rêve qu'il a des ailes et qu'il vole : son assiette n'est pas stable (et), s'il est pauvre, son malheur l'abandonnera ; s'il est riche, son bonheur l'abandonnera.
S'il rêve qu'il mange de la mandragore (en akkadien « plante du destin ») : catastrophe ; il l'emportera sur son adversaire (au tribunal) ; mobilisation (en service commandé) ; nouvelle effrayante. »

— Extraits du Traité d'oniromancie.

### Les présages du quotidien

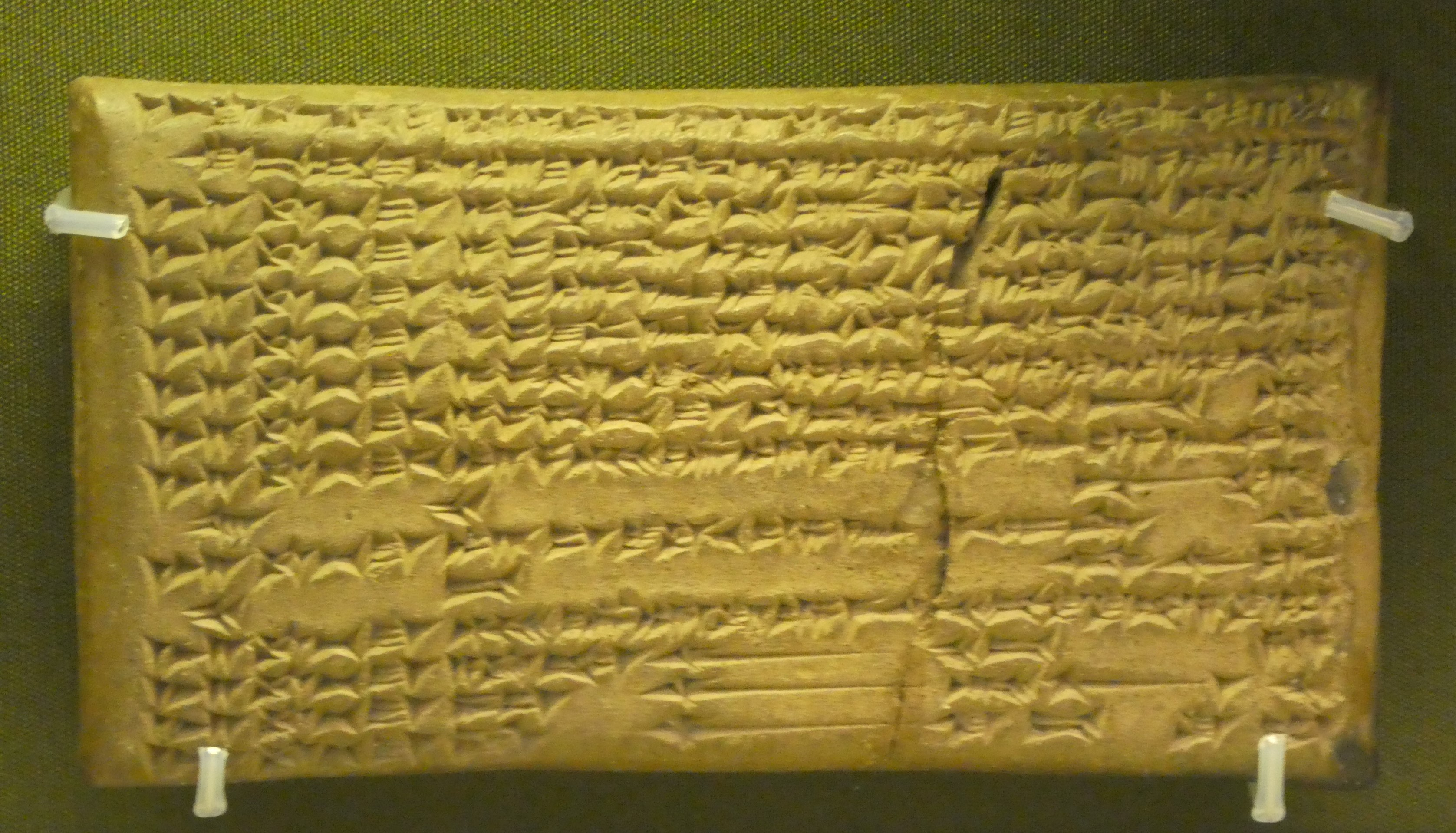
61e tablette (sur 120) de la série Šumma ālu. Ninive, British Museum.

Les signes omineux étaient en fait observables dans tous les événements quotidiens, qu'ils sortent ou non de l'ordinaire, ce qui est parfois qualifié de divination « terrestre », parce qu'il s'agit de présages survenant ici-bas. Cela regroupe un grand nombre de cas, réunis au Ier millénaire av. J.-C. dans la série appelée « Si une ville est établie sur une hauteur » (Šumma ālu ina mēlê šakin), comprenant environ une bonne dizaine de milliers d'entrées. Comme son nom l'indique, elle débute par une série de présages relatifs à des événements se passant dans des villes, puis dans et autour d'une maison, les comportements d'animaux, les feux, les comportements du souverain, les événements se produisant dans les vergers et les jardins d'une ville, à proximité de rivières et de canaux, l'observation des oiseaux, les pratiques sexuelles des hommes et des animaux, l'attitude des hommes accomplissant une prière, etc. Il s'agit en fait d'une collection de présages non sollicités, qui recoupe à plusieurs reprises d'autres séries divinatoires. Les présages relèvent en apparence d'une sorte de pensée populaire, par exemple le présage qui dit qu'un homme devant lequel passe rapidement un serpent verra son vœu exaucé, mais en fait les traités vont plus loin que cela en prescrivant aux devins de recouper les présages avec d'autres.

### Les hémérologies et ménologies
Les événements observés pouvaient donc avoir une signification précise pour le futur, mais bien souvent le moment où ils intervenaient pouvait changer leur signification. Une conception générale qui prévalait chez les peuples de l'Antiquité était qu'il y avait des jours fastes et des jours néfastes pour certains types d'activité, en premier lieu les actes rituels, mais aussi toutes sortes d'actions qui pouvaient être prises. C'était le rôle des « almanachs », qui se trouvent sous la forme de ménologies (concernant les mois) et d'hémérologies (concernant les jours), de préciser ces périodes. Ce type de texte est attesté dès le milieu du IIe millénaire av. J.-C., puis est formulé dans la série appelée Iqqur īpuš « il détruit, il construit (une maison) », qui détermine les périodes (généralement les mois) fastes et néfastes pour différents types d'activités : construction d'une maison et travaux et activités domestiques ; construction et restauration de lieux de culte et activités cultuelles ; construction de sépultures ; travaux agricoles ; et les périodes durant lesquelles les risques sont plus importants de subir les attaques de démons et des maladies,.

### Tératomancie et physiognomonie

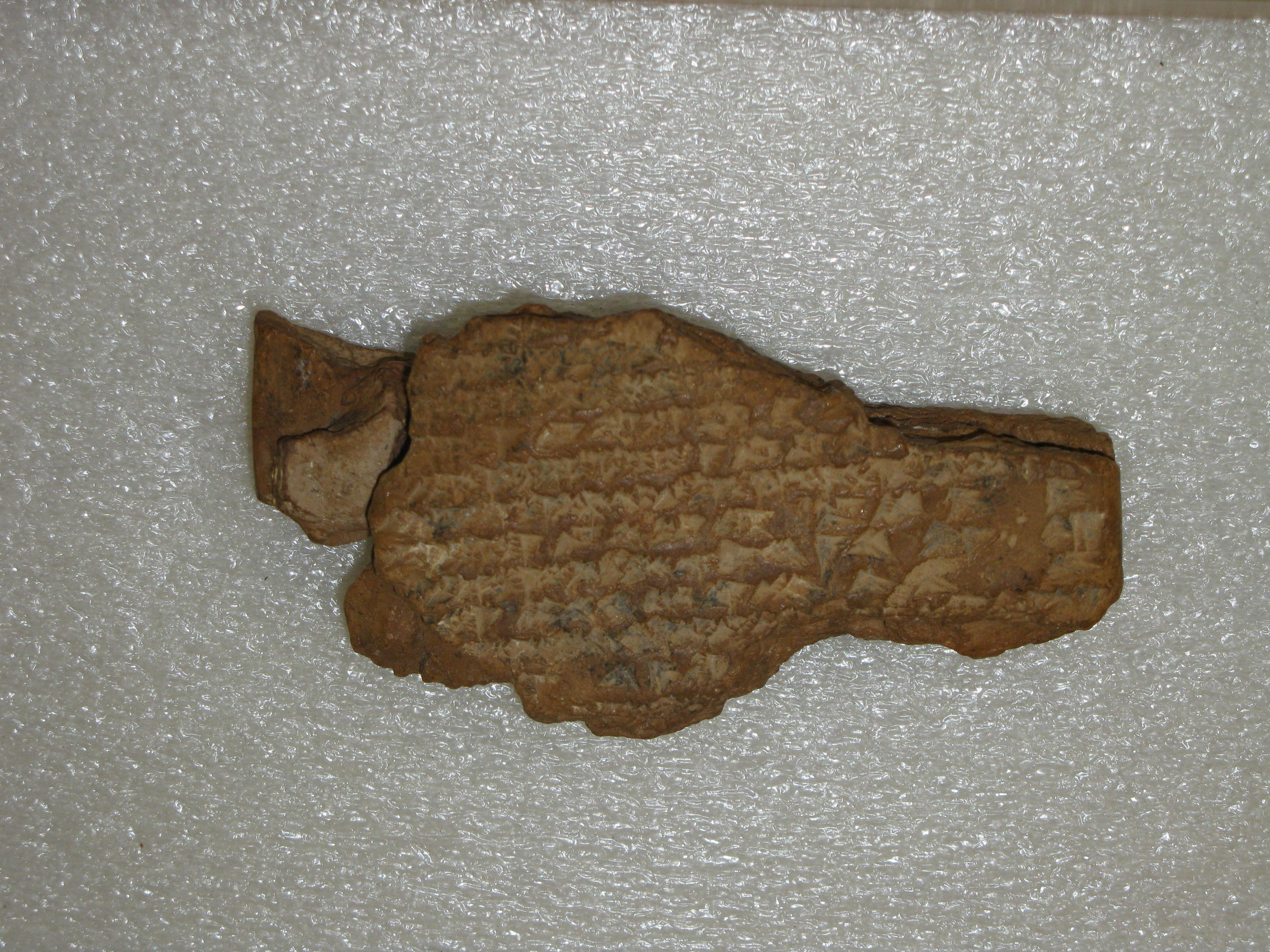
Fragment de la cinquième tablette de la série Šumma izbu, v. Metropolitan Museum of Art.

La tératomancie est la divination spécialisée dans l'interprétation des nouveau-nés, humains ou animaux, présentant des caractéristiques qui en font des « monstres » (c'est le sens du mot grec téras), que les locuteurs de l'akkadien qualifiaient de izbu, quelque chose comme « anomalie », « malformation ». Le titre de la principale série divinatoire de tératomancie est d'ailleurs Šumma izbu (« Si une anomalie »), répertoriant sur une vingtaine de tablettes toutes les malformations possibles de nouveau-nés, et le futur qu'elles annonçaient, qui concernent assez souvent le sort du pays et du roi, ce qui en fait donc des oracles de première importance. Les devins officiels étaient de ce fait souvent chargés d'aller eux-mêmes inspecter les izbu afin de déterminer le présage qu'ils annonçaient. Un autre type de présage, voisin car analysant l'apparence des personnes (physiognomonie), compilées dans la série Šumma alandimmû (aladimmû désignant l'apparence générale d'un individu), qui commence par les formes que peut prendre la tête d'une personne, puis détaille le reste du corps de haut en bas (cheveux, front, sourcils, nez, lèvres, joues, visage, cou, torse, etc.). Une sous-série appartenant à ce traité, appelée Šumma kataduqqû (« Si l'élocution/la parole ... ») s'intéresse à l'élocution et au tempérament des individus.

### Les présages médicaux
La divination sert souvent pour faire des pronostics médicaux, au point que les limites entre les deux pratiques sont souvent difficiles à tracer. Les traités divinatoires et les autres textes documentant la pratique des oracles montrent que la santé et la longévité de la vie des personnes est un sujet récurrent des présages. Cela est compréhensible dans la mesure où les Mésopotamiens attribuaient régulièrement l'origine des maladies à des divinités ou des démons précis, donc deviner la maladie revenait à deviner qui en était à l'origine, et qu'il importait surtout de déterminer à quel rituel procéder pour obtenir la guérison, et pour cela la divination était jugée comme étant la méthode la plus efficace. Le spécialiste des diagnostics médicaux, l'āšipu, terme généralement traduit par « exorciste » car il est généralement amené à réaliser des rituels de guérison, était de ce fait souvent versé dans l'art divinatoire, ou travaillait de concert avec des spécialistes d'hépatoscopie. Le plus important des textes techniques relatifs à l'activité des exorcistes, sous sa dénomination moderne Traité de diagnostics et pronostics (nom antique Sakikkû, « Symptômes »), se présente d'ailleurs de la même manière qu'une série divinatoire, avec des mêmes sentences organisées en protase et apodose prévoyant un sort favorable ou défavorable au malade. Il débute par la série « Lorsque exorciste se rend à la maison d'un malade » (Enûma ana bīt marsi āšipu illaku), qui présente ce qui peut se passer quand l’āšipu se rend chez son patient, et comment interpréter cela afin de comprendre l'état du patient et s'il guérira ou non, série qui a fait l'objet de commentaires par les savants d'Uruk à l'époque séleucide, tentant de préciser et d'expliquer le sens de ces présages.

« S'il (l'exorciste) voit un cochon noir : ce malade mourra ; (ou bien) il souffrira fortement puis recouvrera la santé. S'il voit un cochon blanc : ce malade guérira ; (ou bien) la détresse le saisira. S'il voit un cochon rouge : ce malade mourra dans le troisième mois (ou bien) le troisième jour. S'il voit un cochon à pois : ce patient mourra d'hydropisie ; c'est préoccupant, il ne faut pas s'approcher de lui. »

— Extraits de la série Lorsque l'exorciste se rend à la maison d'un malade : présages sur les cochons.

« S'il voit un cochon noir : c'est une chose qui vaut dans un bon et dans un mauvais sens : (avec la prononciation) sul (le signe du) PORC (vaut) « fièvre » ; il va mourir ; (avec la même prononciation, il signifie) homme dans la force de l'âge (cela signifie qu')il vivra. (Pour résoudre l'aporie), qu'il constate que la maladie est grave (et le malade) vivra, qu'il ne constate pas que la maladie est grave (et le malade) mourra. »

— Commentaire d'époque séleucide du présage sur le cochon noir.

### Les autres formes de divination

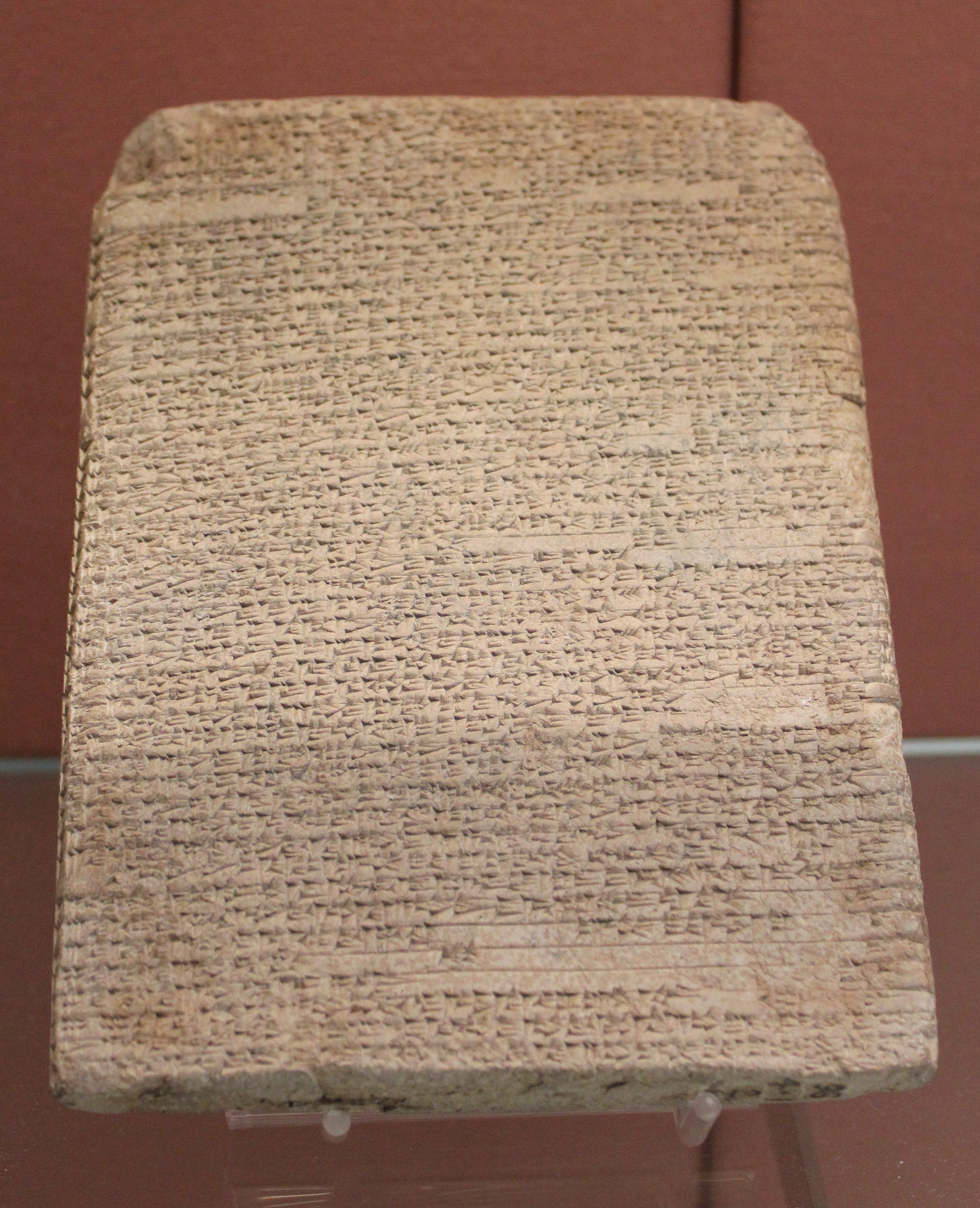
Tablette de présages sur l'observation des gouttes d'huile dans l'eau (lécanomancie). Période paléo-babylonienne (v. 2000-1600 av. J.-C.). British Museum.

D'autres textes et traités documentent d'autres formes de divination. Elles sont moins attestées que les précédentes, mais cela peut être dû à la nature officielle et élitiste de la documentation disponible et masquer des réalités « populaires » : il s'est peut-être agit de méthodes divinatoires de substitution par rapport aux précédentes, plus nobles, mais plus techniques et sans doute trop dispendieuses pour le communs des Mésopotamiens, en particulier l'hépatoscopie/extiscipine qui impliquait le couteux sacrifice d'un ou plusieurs agneau(x). Une invocation visant à annuler un présage néfaste annoncé par un mauvais rêve, adressée au dieu Shamash, mentionne ainsi, apparemment en référence aux rituels divinatoires : « Le devin t'apporte du cèdre (utilisé dans un but purificateur dans des rituels divinatoires), la veuve de la farine grillée, la femme pauvre de l'huile ; le riche, de sa richesse, apporte un agneau ».

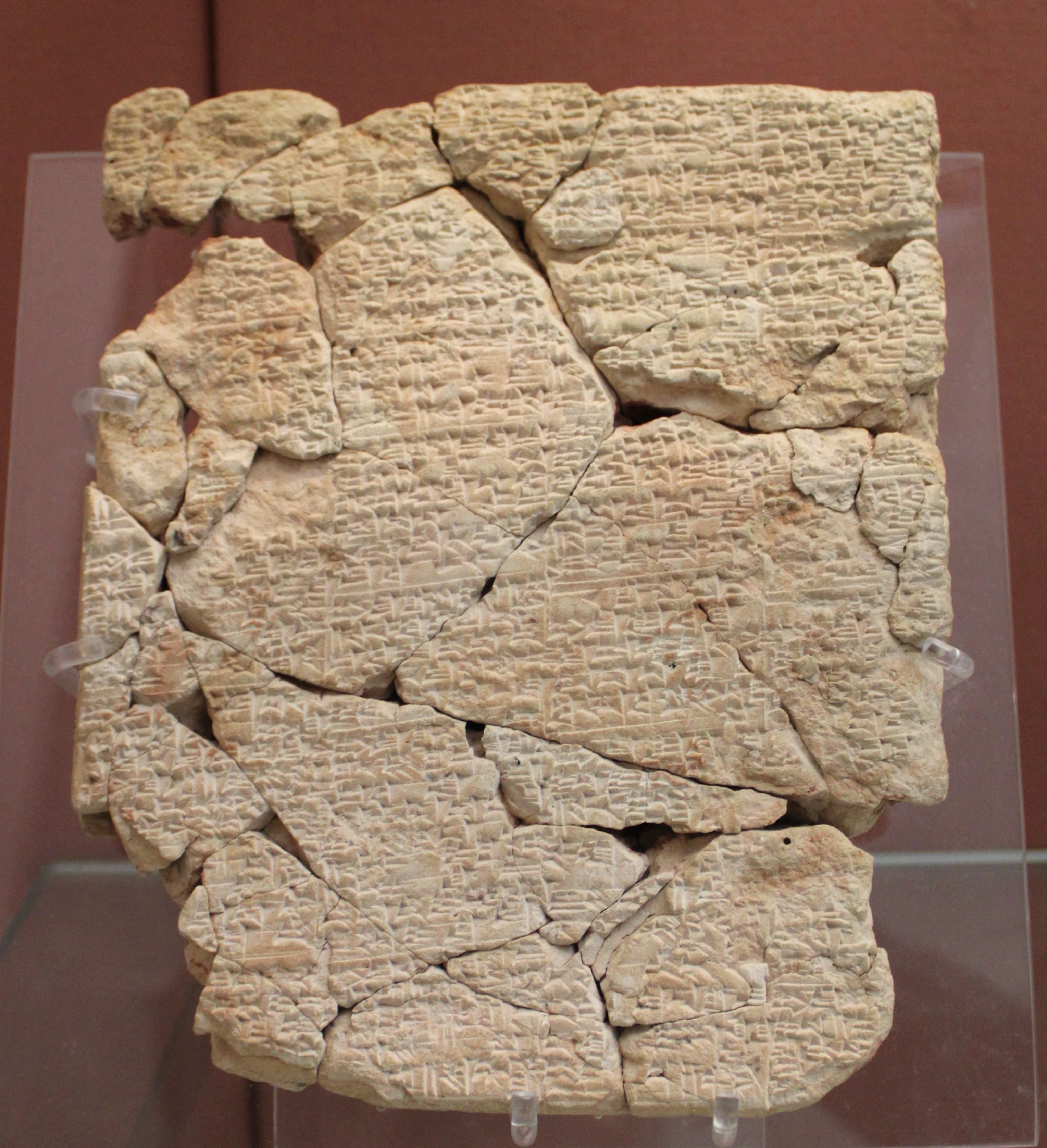
Tablette de présage sur l'observation de l'aspect et du vol des oiseaux (ornithomancie) : aigles, hérons, faucons, etc. Ur, période paléo-babylonienne (v. 1900-1600 av. J.-C.). British Museum.

Les présages sur le vol des oiseaux (ornithomancie) ne semblent pas avoir existé en Mésopotamie alors qu'ils sont attestés en pays hittite ; d'ailleurs à l'époque néo-assyrienne des augures (dāgil iṣṣūrē, « observateurs d'oiseaux ») sont présents à la cour de Ninive après avoir été déportés depuis des régions de l'espace syro-anatolien (Commagène, Shubria). Le comportement des oiseaux peut cependant servir à rapporter des messages divins, puisqu'il fait l'objet de plusieurs tablettes de la série Si une ville ..., comme pour les autres animaux, et également dans la série de présages médicaux. Les archives de Mari documentent par ailleurs une divination portant sur l'analyse de cadavres d'oiseaux (ornithoscopie), apparemment des colombes, uniquement leur apparence puisqu'ils n'étaient pas disséqués. 
D'autres formes de divination attestées par des traités d'époque paléo-babylonienne consistent en des rituels d'observation de farine jetée sur le sol (aleuromancie), de la forme de la fumée d'encens (libanomancie) ou encore de gouttes d'huiles versées dans un récipient rempli d'eau (lécanomancie).

« Si l'huile, je l'ai versée sur l'eau est descendue et (puis) remontée et a entouré son eau : pour la campagne (militaire) : apparition de calamité ; pour le malade : main de la divinité, la main est lourde. 
Si l'huile s'est divisée en deux parties : pour la campagne : les deux camps marcheront l'un contre l'autre ; je (le) fais pour le malade : il mourra.
Si du milieu de l'huile 1 goutte est sortie vers l'est et s'est arrêtée : je (le) fais pour la campagne : je remporterai du butin ; pour le malade : il guérira.
Si du milieu de l'huile 2 gouttes sont sorties et l'une était grosse et l'autre petite : la femme de l'homme accouchera d'un garçon ; pour le malade : il guérira.
Si l'huile s'est dispersée et a rempli la coupe : le malade mourra ; pour la campagne : on vaincra l'armée. »

— Extrait du traité de lécanomancie ; les interprétations diffèrent ici suivant que la personne concernée par le présage, en particulier l'armée (donc le royaume) ou un malade.
Enfin, une autre forme de divination peu attestée mais qui a pu avoir une certaine importance tout en ayant peut-être été jugée subversive est la nécromancie, invocation des esprits des morts. Elle était accomplie par les spécialistes appelés šā’ilu/šā’iltu, qui jouent aussi un rôle dans l'interprétation des rêves, et représentaient apparemment un versant populaire et non-officiel de la divination.

### Le prophétisme
Le prophétisme est une forme de divination attestée en plusieurs endroits du Proche-Orient ancien, et la Mésopotamie n'y a pas échappé. Cette forme de divination est de type « inspirée », puisqu'elle voit une divinité s'emparer d'une personne qui rentre dans une phase d'extase et délire un message divin sous une forme directe, en général à destination du souverain et portant sur la destinée du royaume. Il s'agit donc d'une forme de divination très observée par les pouvoirs royaux. Le prophétisme apparaît peut-être dans les textes d'Ebla en Syrie vers 2400 av. J.-C., mais il est surtout attesté dans les deux principaux fonds d'archives relatifs à la divination, à savoir les archives de Mari au XVIIIe siècle av. J.-C. et celles de Ninive au VIIe siècle av. J.-C. Dans le premier cas, il s'agit essentiellement de prophètes de divinités syriennes, Addu d'Alep et Dagan de Terqa. Le prophétisme semble plutôt relever de la religiosité des régions de l'espace nord mésopotamien, syrien et levantin. Une tablette cite cependant le cas d'une sorte de prophète du dieu Marduk à Babylone, mais c'est la seule attestation pour la Mésopotamie méridionale d'un tel phénomène, et si une divination de type prophétique y a existé elle relevait plus d'une pratique populaire et n'a pas suscité l'intérêt des élites politiques et religieuses. Les prophètes et prophétesses (āpilum/āpiltum ou muhhûm/muhhūtum à Mari, raggimu et raggintu en Assyrie) sont en général des personnes établies dans le temple de la divinité dont ils sont le médium, et non des personnes apparemment prises au hasard, comme ce peut être le cas pour les personnes qui ont des rêves prémonitoires dans lesquels un dieu s'adresse au roi. En Assyrie, les prophéties sont essentiellement initiées par les déesses Ishtar d'Arbèles et Ishtar de Ninive. Les messages sont rapportés aux monarques, et portent en général sur les affaires politiques et militaires du royaume, donc des affaires de première importance, souvent en lien avec le statut du dieu (et donc de son temple et de son clergé), mais les enjeux politiques et les groupes de pression ayant pu exister derrière les prophètes nous échappent.
Le cas du prophète de Marduk à Babylone rapporté dans une lettre de Mari reflète les enjeux se trouvant derrière le prophétisme : durant la phase de déclenchement d'un conflit entre Babylone et l'Élam, un prophète de Marduk reproche au roi Ishme-Dagan d'Ekallatum, réfugié à Babylone auprès de son roi Hammurabi, d'avoir été précédemment l'allié des Élamites et d'avoir négligé le dieu Marduk, le prenant à partie devant sa résidence en présence d'une foule, puisqu'il n'a pu être reçu ni par le roi babylonien ni par la personne incriminée :

« Le prophète du dieu Marduk s'est tenu à la porte du palais et n'a cessé de crier ceci : « Ishme-Dagan ne sortira pas de la main de Marduk ! Elle noue la gerbe et il sera son butin. » Voilà ce qu'il n'a cessé de crier à la porte du palais ; mais personne ne lui a rien dit. Aussitôt, il s'est tenu à la porte d'Ishme-Dagan et il n'a cessé de crier au milieu du rassemblement du pays tout entier : « Tu es allé chez l'empereur d'Élam pour établir des relations pacifiques. En établissant la paix, tu as fait sortir pour l'empereur d'Élam les trésors qui revenaient au dieu Marduk et à la ville de Babylone. (...) » »

— Lettre d'un diplomate de Mari en mission à Babylone à son roi.

### Civilisation et pensée mésopotamiennes
- Jean Bottéro, Mésopotamie : L'écriture, la raison et les dieux, Paris, Gallimard, coll. « Folio Histoire », 1997 (1re éd. 1987), p. 133-169
- Francis Joannès (dir.), Dictionnaire de la civilisation mésopotamienne, Paris, Robert Laffont, coll. « Bouquins », 2001
- (en) Karen Radner et Eleanor Robson (dir.), The Oxford Handbook of Cuneiform Culture, Oxford, Oxford University Press, 2011

### Introductions sur la divination
- Jean Bottéro, La plus vieille religion : en Mésopotamie, Paris, Gallimard, coll. « Folio Histoire », 1998, p. 328-354
- (en) Walter Farber, « Witchcraft, Magic and Divination in Ancient Mesopotamia », dans Jack M. Sasson (dir.), Civilizations of the Ancient Near East, New York, Scribner, 1995, p. 1895-1909
- Pierre Villard, « Divination et présages », dans F. Joannès (dir.), Dictionnaire de la civilisation mésopotamienne, Paris, 2001, p. 239-242
- (en) Stefan M. Maul, « Divination Culture and the Handling of the Future », dans Gwendolyn Leick (dir.), The Babylonian World, Londres et New York, Routledge, 2007, p. 361-372
- (en) Ulla Susanne Koch, « Sheep and Sky: Systems of Divinatory Interpretation », dans Karen Radner et Eleanor Robson (dir.), The Oxford Handbook of Cuneiform Culture, Oxford, Oxford University Press, 2011, p. 447-469
- (en) Ulla Susanne Koch, « Divination I. Ancient Near East », dans Encyclopedia of the Bible and Its Reception, vol. 6, Berlin et Boston, Walter de Gruyter, 2013, col. 951-959

### Études spécialisées sur la divination
- (en) Amar Annus (dir.), Divination and Interpretation of Signs in the Ancient World, Chicago, The University of Chicago, 2010 (lire en ligne)
- J.M. Durand, "Divination et pouvoir en Mésopotamie", Résumé des cours au Collège de France, 2008, https://www.college-de-france.fr/media/jean-marie-durand/UPL1641_Jean_Marie_Durand_cours_0708.pdf
- (de) Stefan M. Maul, « Omina und Orakel. A. Mesopotamien », dans Reallexicon der Assyriologie und Vorderasiatischen Archäologie, vol. X, Berlin, De Gruyter, 2003 (lire en ligne), p. 45-89
- (en) Stefan M. Maul, The Art of the Diviner in the Ancient Near East : Reading the Signs of Heaven and Earth, Waco, Baylor University Press, 2018
- Jean-Jacques Glassner, Le devin historien en Mesopotamie, Leyde, Brill, 2019